# Stadion Wojska Polskiego w Warszawie
Stadion Wojska Polskiego w Warszawie, właśc. Stadion Legii Warszawa im. Marszałka Józefa Piłsudskiego – stadion piłkarski znajdujący się w warszawskiej dzielnicy Śródmieście przy ul. Łazienkowskiej 3, między ulicami: Łazienkowską, Czerniakowską, Janusza Kusocińskiego i Myśliwiecką.
Stanowi własność miasta stołecznego Warszawy. Od 1 sierpnia 2002 jest dzierżawiony przez spółkę Legia Warszawa S.A.

## Stary stadion

### Historia

#### Tereny na Agrykoli i przenosiny Legii na Łazienkowską

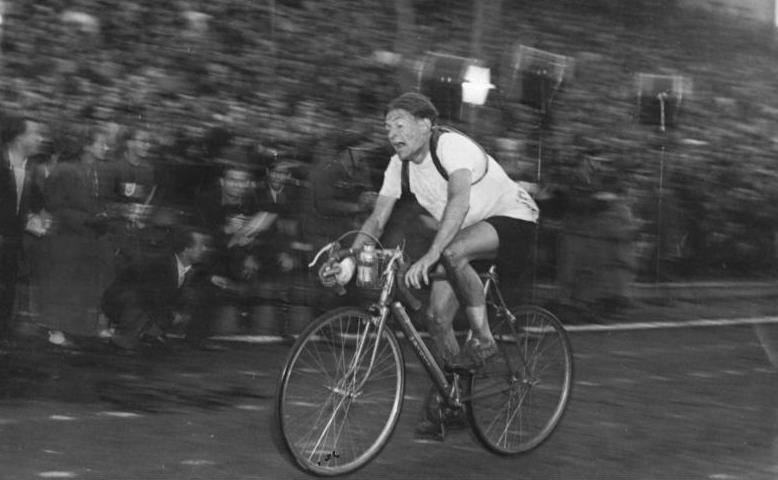
Wyścig Pokoju w 1951 roku. Słowacki kolarz Vlastimil Ružička

W 1917 roku po przeprowadzce klubu do Warszawy, drużyna rozgrywała mecze i treningi na Agrykoli. Było to w tamtym czasie jedyne boisko w Warszawie, które nadawało się do rozgrywania publicznych widowisk. Pierwszym spotkaniem rozegranym przez Legię na stadionie Agrykoli był pojedynek z Polonią (1-1), który odbył się 29 kwietnia 1917 roku. Użytkowanie boiska na Agrykoli było zbyt kosztowne by klub mógł na nim rozgrywać systematyczne mecze i treningi. Z tego powodu podjęto decyzję o budowie nowego stadionu. Pod koniec 1921 roku, podpisano umowę na mocy której klub wydzierżawił teren pomiędzy ulicą Łazienkowską a Myśliwiecką.
Na przełomie lat 1921 i 1922 rozpoczęto prace nad budową nowego stadionu, w której na początku brało udział 40 osób. Plan według którego powstawała inwestycja stworzył kpt. Wanicki. Przewidywał on m.in. stadion do rozgrywania meczów, żużlową bieżnię, dwa boiska treningowe, korty tenisowe oraz tor szermierczy. Plan ten został rozszerzony przez inżyniera Jana Nagórskiego. Powiększona inwestycja (m.in. o basen), miała jednak zostać ukończona 2 lata później. Większa liczba przedsięwzięć wymagała zwiększonych środków. W związku z tym, klub zwrócił się o pomoc do wojska. Wkrótce podjęto współpracę, na mocy której wojsko miało pomóc w wybudowaniu obiektów, a w zamian stałoby się ich właścicielem. Po zrealizowaniu inwestycji, zaczęto organizować na nich imprezy wojskowe. Pierwszą z nich były igrzyska, podczas których odbył się pokaz bitwy powietrznej i lądowej, zgromadziła ok. 15 tys. publiczności.

#### Problemy z terenami przy Łazienkowskiej
W kolejnych latach w trakcie użytkowania terenów pojawiały się liczne problemy. Pierwsze z nich dotyczyły tego, kto ma zarządzać funduszem przeznaczonym na rozbudowę obiektów sportowych. Pojawiły się także komplikacje dotyczące własności tych terenów spowodowane niewłaściwym zadbaniem o prowadzenie inwestycji w odpowiednim tempie. Pod koniec 1925 roku, wydano zarządzenie które stanowczo podzieliło teren na teren z boiskami sportowymi i bieżnią oraz teren hippiczny (przeznaczony do sportów jeździeckich).
Kolejne problemy Legii, wynikły z powstania nowego piłkarskiego klubu w Warszawie – Lechii, który miał zjednoczyć wszystkie wojskowe drużyny w regionie. Oficjalnie WKS Lechia został założony 26 listopada 1925 roku i wkrótce wszedł na tereny legijne, które w międzyczasie, jak donoszą niektóre źródła, miały zostać utracone przez Legię. Na wiosnę 1926 roku, problem został rozwiązany, poprzez utworzenie specjalnej komisji boiskowej w której udział miałyby wszystkie warszawskie kluby wojskowe. Na czele komisji stanął pułkownik Zygmunt Wasserab. Dzięki tej decyzji, Legia znów weszła w zarządzanie terenami na której miał zostać wybudowany reprezentacyjny Stadion Wojskowy. A budowa kolejnych boisk treningowych i kortów tenisowych została kontynuowana.

#### Budowa oraz otwarcie Basenu Północnego

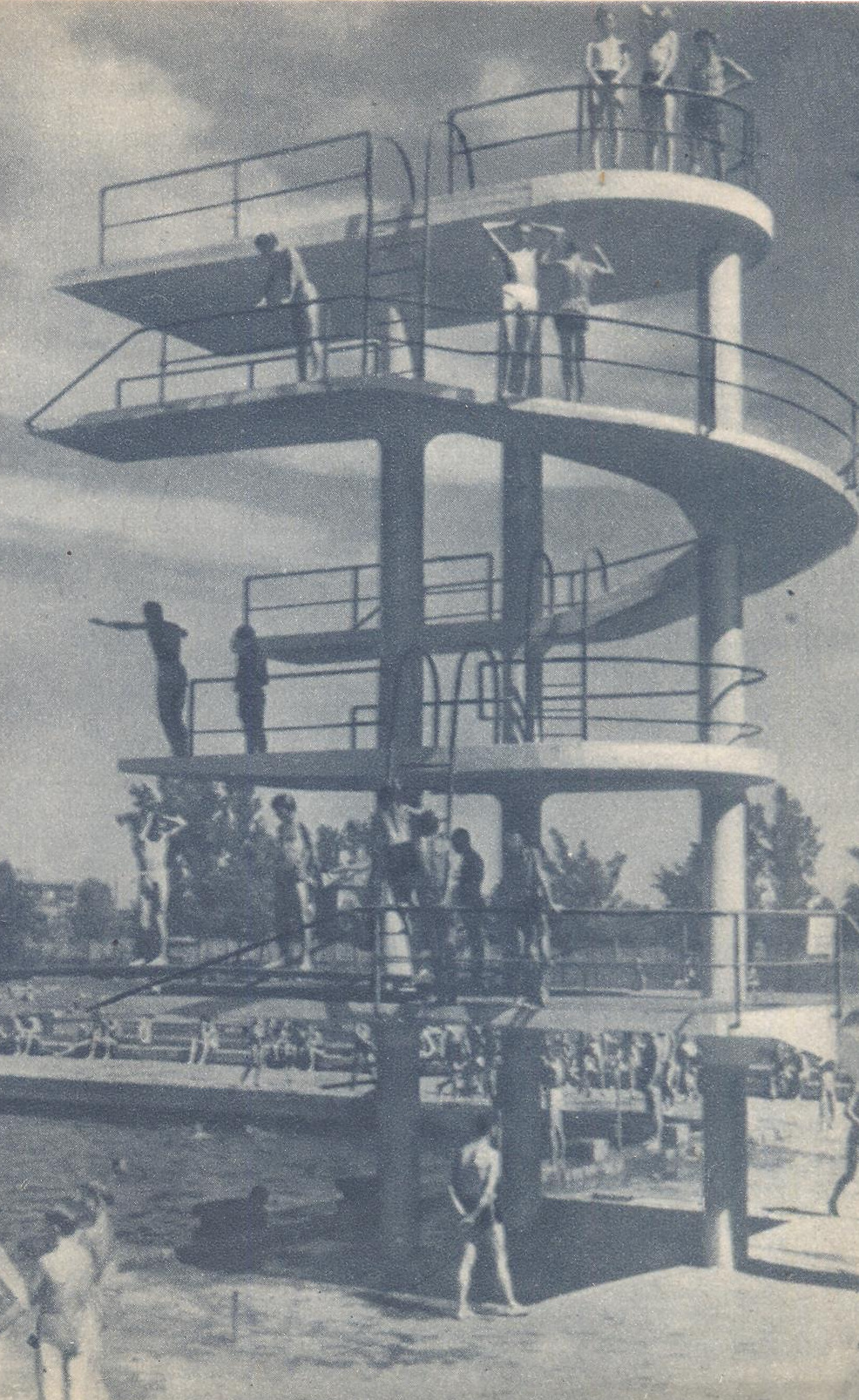
Jedną z największych atrakcji kompleksu basenów przy Łazienkowskiej była 10-metrowa skocznia do wody

Na początku 1928 roku, Polski Związek Pływacki podjął decyzję i stworzył komórkę Budowy Pływalni na Stadionie Legii. Jej zadaniem było zorganizowanie środków na ten cel oraz jego realizacja. Pierwszy basen, nazywany północnym, został otwarty 14 listopada 1928 roku. Największymi atrakcjami obiektu zaprojektowanego przez inżyniera Wacława Paszkowskiego były 10-metrowa skocznia oraz trybuny, które mogły pomieścić 2500 osób.

#### Budowa oraz otwarcie Stadionu Wojska Polskiego

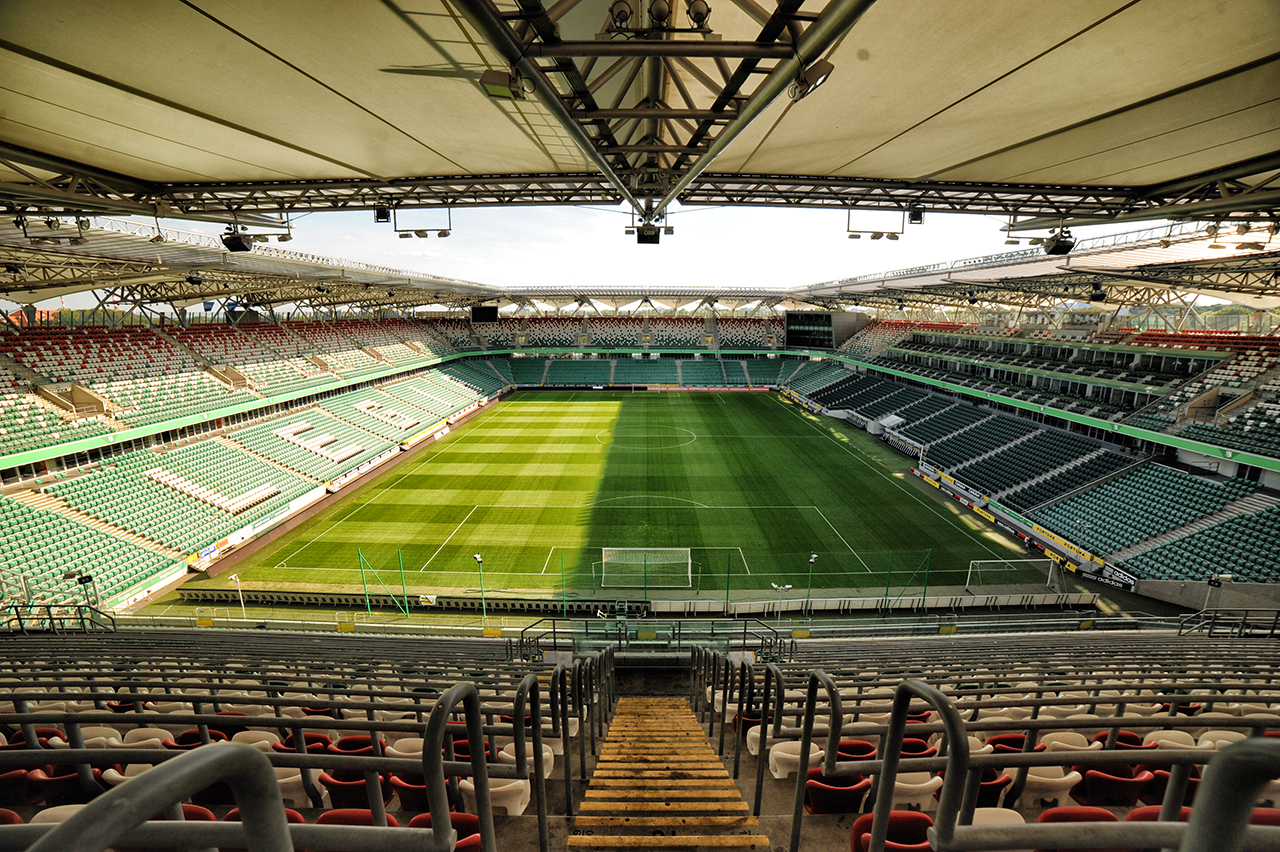
Stadion w środku

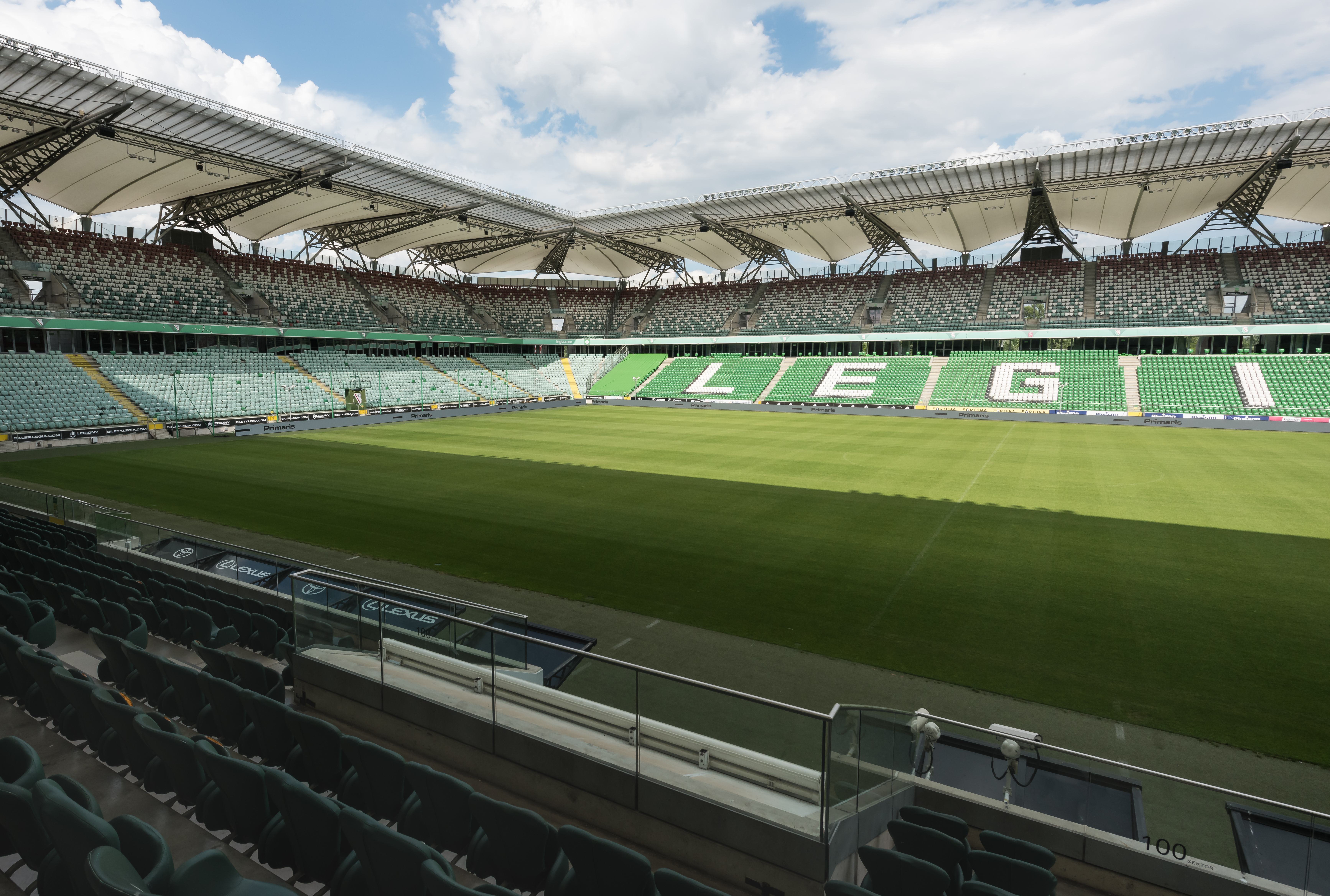
Północno-wschodni narożnik stadionu

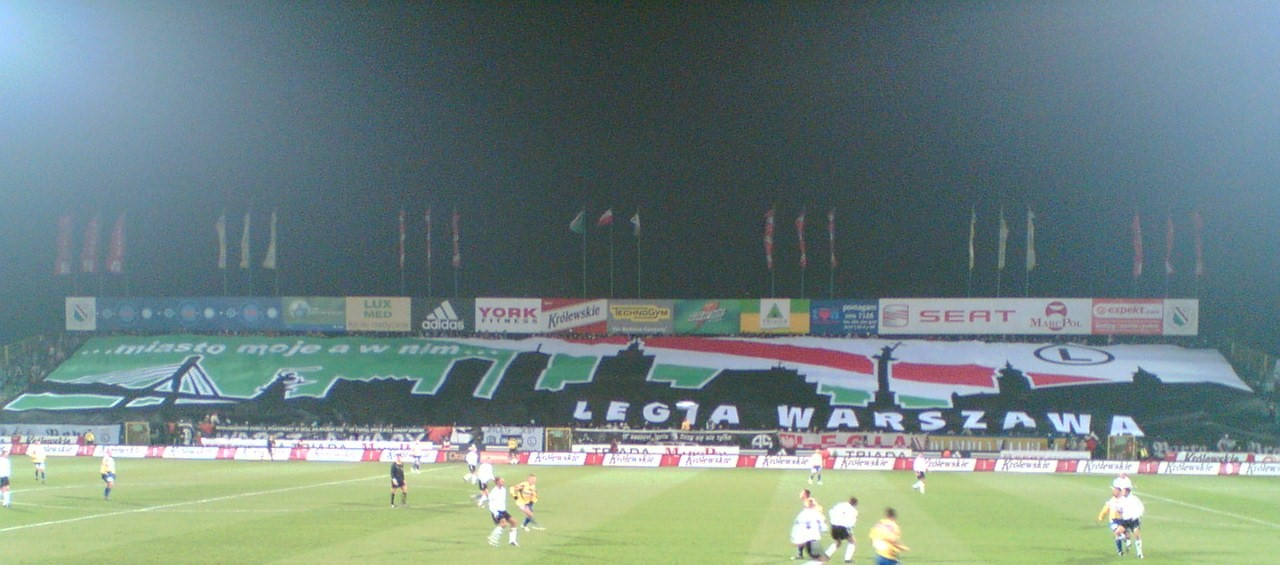
Flaga ‘Żylety’ przedstawiająca panoramę Warszawy. Derby Warszawy 2005

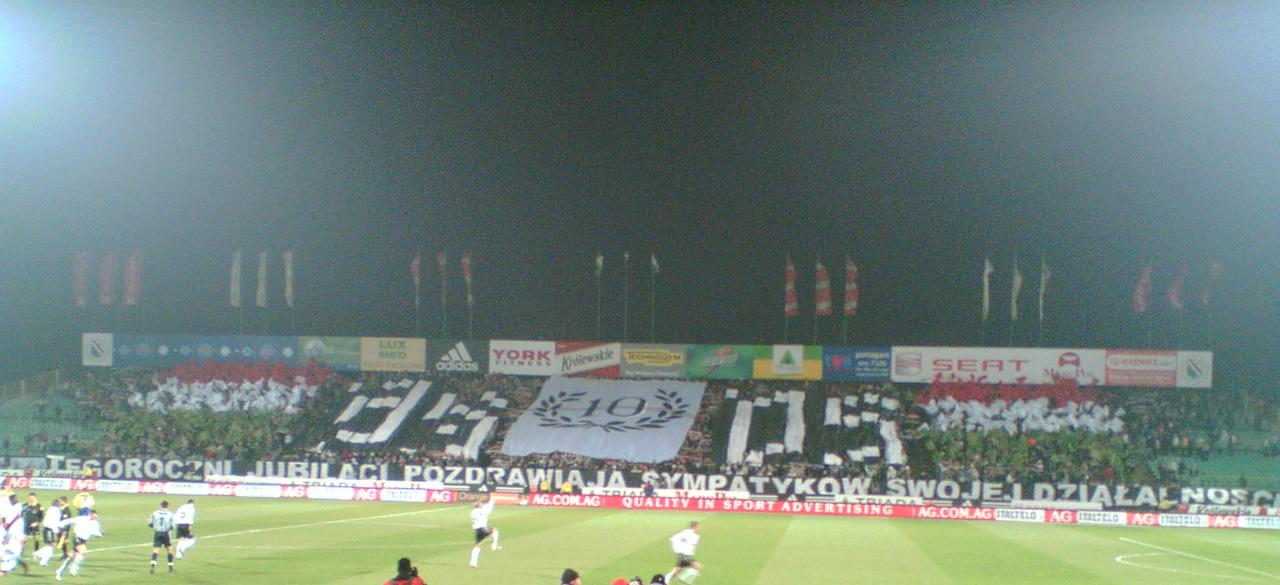
Oprawa meczowa na ‘Żylecie’. Legia Warszawa – Arka Gdynia, 2005

W 1929 roku Legia uzyskała dotację, która umożliwiła realizację planu budowy reprezentacyjnego Stadionu Wojskowego. Stadion powstał według projektu Maksymiliana Dudryk-Darlewskiego, który zaprojektował zadaszenie głównej trybuny tak, by słupy je podtrzymujące w jak najmniejszym stopniu przeszkadzały widzom w podziwianiu widowiska. Pod trybuną główną, której pojemność sięgała 5000 osób, znajdowały się pomieszczenia klubowe, m.in. szatnie, sale gimnastyczne, magazyny sportowe, świetlica czy bufet. Wokół boiska znajdowały się bieżnia oraz tor kolarski. Bieżnia liczyła 400 m długości oraz 7,5 m szerokości. Tor kolarski był skonstruowany w połowie na wale ziemnym, a w połowie na elementach żelbetowych. Jego długość wynosiła 500 m.
Koniec budowy nastąpił w 1930 roku. Pierwszym, inauguracyjnym meczem piłkarskim na stadionie było spotkanie pomiędzy drużyną Legii Warszawa a drużyną CF Europa Barcelona, które odbyło się 9 sierpnia 1930 roku. Warszawski zespół zremisował to spotkanie 1:1. Premierowego gola zdobył zawodnik Legii – Henryk Martyna z rzutu karnego w 22. minucie pojedynku. Oficjalne otwarcie toru kolarskiego i bieżni lekkoatletycznej nastąpiło 30 sierpnia 1930 roku przy okazji międzynarodowego turnieju, w którym wzięły udział drużyny z Anglii, Niemiec, Austrii, Francji, Egiptu oraz Polski.
24 sierpnia 1930 roku rozegrano na stadionie dwa pierwsze mecze ligowe. Najpierw na boisko wybiegły: Warszawianka Warszawa i ŁKS Łódź (pierwszą ligową bramkę strzelił tutaj Eugeniusz Tadeusiewicz z ŁKS-u), zaś chwilę po jego zakończeniu: Legia Warszawa i Czarni Lwów (pierwszy ligowy gol dla Legii na tym obiekcie zdobyty przez Józefa Nawrota). 26 października 1930 roku na arenie tej zadebiutowała narodowa reprezentacja Polski, zwyciężając 6:0 Łotwę (pierwsza bramka Józefa Nawrota).

#### Niezrealizowane plany budowy obiektów sportowych i usterki na nowo wybudowanym stadionie
Nowo otwarty stadion posiadał jednak wiele niedoróbek. Jak donosiły niektóre gazety z tamtego czasu, tor kolarski po roku użytkowania miał wiele szczerb i bruzd. Ponadto opieszałość w odpowiedniej konserwacji toru i naprawie usterek spowodowała, że tor wkrótce zamknięto. Zawody na nim przestano rozgrywać wiosną 1935 roku.
W 1933 roku stadionowi nadano oficjalną nazwę Stadion Wojska Polskiego. Latem tego samego roku obiekt zaczął być zarządzany przez Państwowy Urząd Wychowania Fizycznego (pełniący funkcje obecnego ministerstwa sportu). W konsekwencji Legia bezpłatnie wykorzystywała boiska treningowe, a płaciła za korzystanie ze stadionu w trakcie meczów ligowych.
W styczniu 1933 roku na jednym z boisk tenisowych zorganizowano lodowisko na którym można było rozgrywać mecze hokejowe. Plac gry otaczały trybuny, które mogły pomieścić 4000 widzów. Na inaugurację boiska zaproszono niemiecką drużynę Wiener Eislauf Verein. Legioniści przegrali to spotkanie 0-1.
Na początku lat 30. powstały plany budowy hali sportowej, jednak do ich realizacji nie doszło. Zamierzano również dokonać naprawy toru kolarskiego i oddać go do użytku wyłącznie kolarzy. Motocykliści zaś mieli dostać nowy tor poza miastem. W rzeczywistości, toru nigdy nie naprawiono. Powstała również koncepcja budowy na terenach legijnych toru do jazdy szybkiej na lodzie. Jednakże plany te nie doczekały się swojej realizacji.

#### Stadion podczas II wojny światowej
Spadek piłkarskiej Legii z I ligi i brak sukcesów sportowych, uniemożliwiły w kolejnych latach pozyskiwanie środków na rozbudowę zaplecza sportowego na tych terenach. Mimo to na stadionie odbywały się mecze międzypaństwowe, m.in. odbyło się spotkanie pomiędzy reprezentacją Polski a reprezentacją III Rzeszy. W meczu padł remis 1:1.
Wybuch II wojny światowej w 1939 roku spowodował rozwiązanie sekcji sportowych. Po kapitulacji miasta stadion znalazł się w posiadaniu Niemców. Okupanci dbali o obiekt, gdyż w trakcie okupacji odbywały się na nim zawody dla żołnierzy Wermachtu. Obiektem zarządzał Wilm Hosenfeld.
Stadion ucierpiał podczas ofensywy Armii Czerwonej i Wojska Polskiego w styczniu 1945. Zrujnowany obiekt wymagał renowacji. Głównie zdewastowane były pomieszczenia pod trybuną, jak i widownie na niej, korty tenisowe, basen oraz boiska treningowe, które nosiły ślady artylerii użytej podczas działań wojennych. Po zakończeniu wojny patronat nad stadionem przejęła wojskowa komenda miasta.

#### Odbudowa po II wojnie światowej i pierwsze zawody na odrestaurowanych obiektach

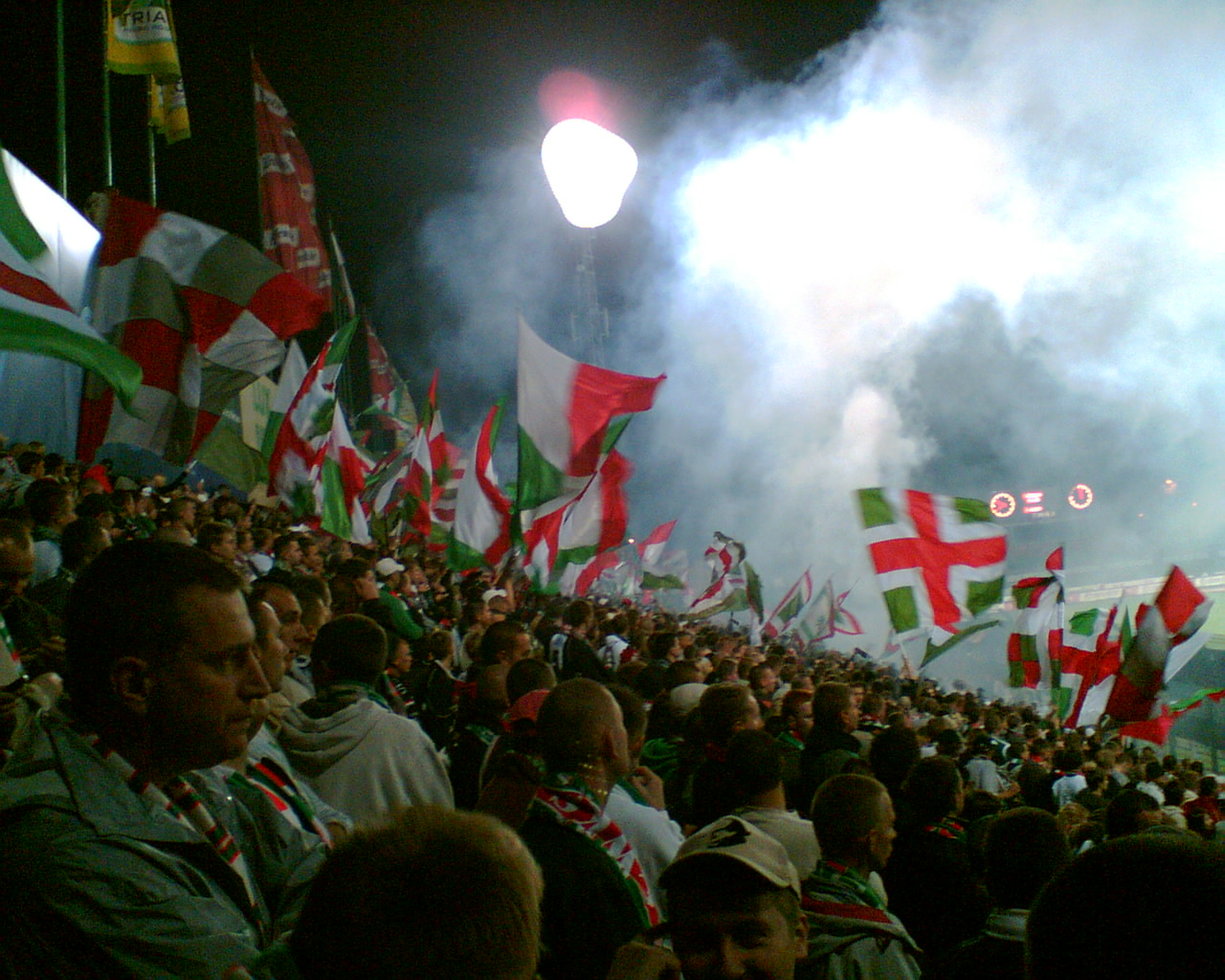
Na „Żylecie” podczas meczu, Derby Warszawy 2005

1 maja 1945 roku w Święto Pracy Legia rozegrała pierwszy powojenny mecz na Stadionie Wojska Polskiego. Przeciwnikiem była lokalna Syrenka, a spotkanie zakończyło się remisem 3-3.
Po wojnie korty tenisowe znajdujące się w pobliżu stadionu – jak informowały lokalne media – „były w opłakanym stanie”. Jedynym obiektem nadającym się do użytku był mały budynek klubowy przy kortach tenisowych. Po zakończeniu wojny zajęto się odbudową zniszczonych terenów i w 1946 roku oddano do dyspozycji legijnych tenisistów kort centralny i dwa boczne. Przeprowadzono renowację również na obiekcie, na którym przed wojną trenowali legijni lekkoatleci. Wyremontowano również basen.
W dniach 22–27 września 1946 roku rozegrano pierwsze mistrzostwa ludowego Wojska Polskiego na odrestaurowanych obiektach. W zawodach brało udział 2800 żołnierzy – sportowców. W ramach tych zmagań sportowych rozgrywano mistrzostwa w boksie. Ring został umiejscowiony na murawie stadionu przy trybunie krytej, a zmagania oglądała publiczność umiejscowiona na trybunach oraz ustawiona wokół areny.
22 grudnia 1946 roku swój pierwszy powojenny mecz rozegrała również sekcja hokejowa Legii. Legioniści spotkali się z Żyrardowianką.
Od 1946 na stadionie swoją pierwszą powojenną siedzibę w Warszawie miał Polski Związek Piłki Nożnej. W znajdującym się tam hotelu zatrzymywali się działacze związku i piłkarze przyjeżdżający do Warszawy na mecze.

#### Nowe legijne obiekty sportowe
12 grudnia 1953 roku w sąsiedztwie legijnych terenów zostało otwarte drugie w kraju sztuczne lodowisko – Torwar. Jednak ówczesny obiekt nie posiadał jeszcze zadaszenia. Inaugurację uczcił mecz pomiędzy Legią a Gwardią Bydgoszcz. Spotkanie zakończyło się zwycięstwem gospodarzy 12-3.
W 1956 roku Legia pozyskała kolejny obiekt sportowy. Była to długo oczekiwana hala sportowa. Pozyskany obiekt, który znajdował się przy ul. 29 listopada, wymagał remontu. W inauguracyjnym sezonie na nowej hali, koszykarze Legii wywalczyli Mistrzostwo Polski.
Grono obiektów sportowych Legii w 1956 roku powiększyło się również o nowy, 25-metrowy basen. Inaczej niż wcześniej powstała pływalnia, ta była całkowicie zadaszona. Umożliwiało to rozgrywanie zawodów nawet w niesprzyjających warunkach atmosferycznych. Nowy obiekt posiadał zaplecze gospodarcze i trybuny, na których mogło zasiąść 1200 widzów.

#### Okres rekordów frekwencji na stadionie
Pod koniec lat pięćdziesiątych zostały ustalone rekordy frekwencji na Stadionie Wojska Polskiego. Przypadły one na okres świetności warszawskiego klubu. W tych czasach Legia zdobywała mistrzostwa Polski oraz kwalifikowała się do europejskich pucharów. Pierwszy rekord padł 19 września 1956 roku podczas meczu Pucharu Europy Mistrzów Krajowych Legii Warszawa ze Slovanem Bratysława. Obejrzeć to widowisko przyszło 40 tys. widzów. Dwa lata później, 8 czerwca 1958 roku na trybunach znajdowała się taka sama ilość kibiców podczas ligowego meczu Legii z ŁKS Łódź.

#### Sztuczne oświetlenie i renowacja stadionu

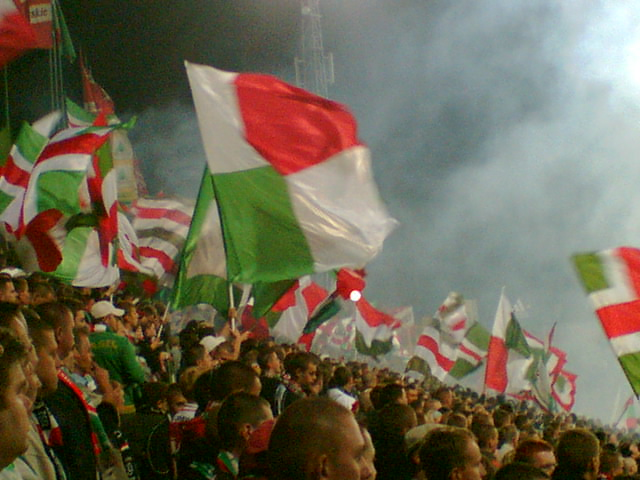
Doping na ‘Żylecie’ podczas meczu, Derby Warszawy 2005

Pod koniec lat pięćdziesiątych, klub zaczął starania o środki na remont obiektów znajdujących się przy Łazienkowskiej. Głównym obiektem, na renowacji którego zależało legijnym władzom najbardziej był Stadion Wojska Polskiego. Po trzydziestoletniej eksploatacji znajdował się on w wysłużonym stanie. W trakcie remontu wymieniono instalacje oraz dokonano przeróbek na widowni. Ponadto w końcówce lat pięćdziesiątych, wyremontowano legijny basen.
W latach sześćdziesiątych stadion przeszedł jedną z najistotniejszych modernizacji w swojej historii. Sztandar Młodych z 3 sierpnia 1960 roku informował, że stadion po przebudowie będzie mógł pomieścić 25-tysięczną publiczność. Chwalono, iż jako jeden z niewielu stadionów w kraju o tej pojemności, wszystkie miejsca na nim będą miejscami siedzącymi. W związku z tym, w miejscu dotychczasowych miejsc stojących na trybunie wschodniej, zamontowano ławki. Zachwalano również, iż Stadion Wojska Polskiego jako jeden z nielicznych w Polsce, będzie posiadał sztuczne oświetlenie.
Inauguracja oświetlenia nastąpiła 5 października 1960 roku podczas meczu rewanżowego z Aarhus GF w 1/16 finału Pucharu Europy Mistrzów Krajowych. Spotkanie zakończyło się zwycięstwem legionistów 1:0. Oświetlenie posiadało moc 800 luxów.

#### Ostatnie dwudziestolecie stadionu

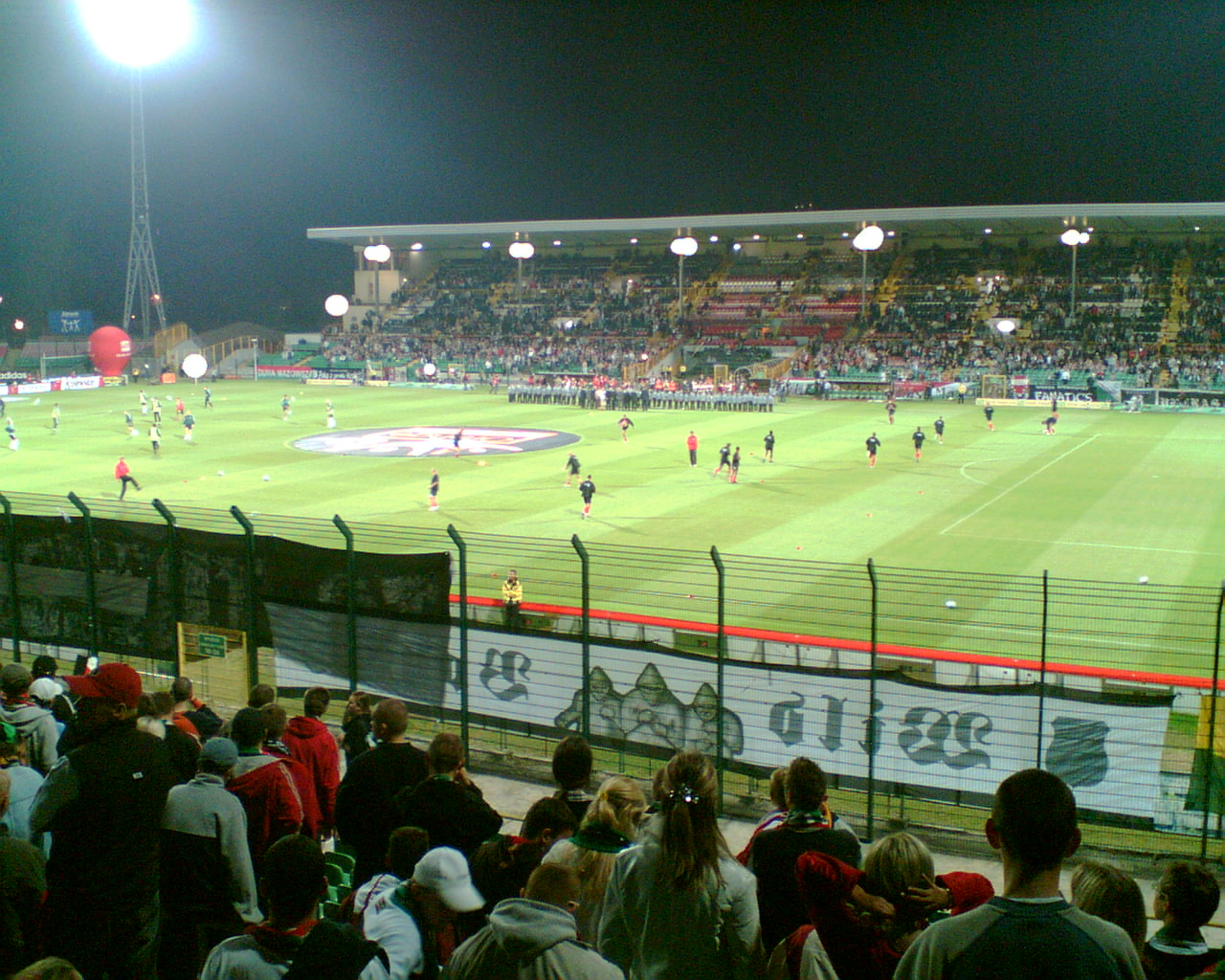
Widok na trybunę ‘Krytą’, Derby Warszawy 2005

Ostatnie dwudziestolecie istnienia stadionu to głównie oczekiwanie na budowę nowego obiektu. Co prawda stadion przechodził renowacje i retusze zniszczeń, jednakże jego przestarzała konstrukcja wywierała na właścicielach Legii, jak i zarządcach obiektu ideę budowy nowego stadionu (szczegółowy opis tego procesu w sekcji Budowa nowego stadionu). Realizację zamysłów komplikowały problemy związane z własnością gruntów na których stał dotychczasowy obiekt.
Jedną z ostatnich renowacji stadion przeszedł w 1999 roku. Kompletną przebudowę przeszły wtedy trybuny na łukach, znajdujące się za bramkami. Zostały one specjalnie wyremontowane do przyjęcia kibiców przyjezdnych na mecz reprezentacji Polski z Anglią w ramach eliminacji Mistrzostw Europy 2000. Spotkanie to zakończyło się bezbramkowym remisem.
27 września 2001 roku na stadionie odbył się mecz eliminacyjny Pucharu UEFA pomiędzy Anży Machaczkała a Rangers. Spotkanie odbyło się na neutralnym terenie, gdyż szkocki klub odmówił przyjazdu do Machaczkały. Mecz wygrali Szkoci 1:0 i to oni awansowali do kolejnej fazy eliminacyjnej.
Pod koniec pierwszej dekady XXI wieku uporano się z problemami dotyczącymi budowy nowego obiektu. 17 listopada 2008 r. rozpoczęto rozbiórkę starego stadionu i starych budynków klubowych znajdujących się na legijnym terenie.

#### Lekkoatletyka na stadionie
Stadion Wojska Polskiego gościł także kilkukrotnie Mistrzostwa Polski seniorów w lekkoatletyce. Po raz pierwszy miały one miejsce w 1932 roku, gdy do stolicy zjechali się sami mężczyźni. Panowie startowali na stadionie także w osobnych mistrzostwach w latach 1938 oraz 1947. Wspólne zawody kobiet i mężczyzn na stadionie Wojska Polskiego odbyły się w latach 1951, 1953, 1954, 1962 i 1964. Po tym czasie lekkoatletyka nie zawitała już podczas mistrzostw na stadion. Od roku 1970 mistrzostwa przeniesione były na stadion Skry Warszawa.

### Konstrukcja

#### Trybuny

##### Pojemność
Całkowita pojemność wynosiła 13 628 miejsc siedzących. Trybuna Odkryta, czyli tzw. Żyleta mogła pomieścić 4724 osoby. Przeciwległa trybuna, tzw. Kryta – 5976 osób. Łuk od strony ul. Łazienkowskiej miał pojemność 1550 osób, a sektor gości znajdujący się na drugim łuku – 1 378.

##### Konstrukcja
Konstrukcja trybun odpowiadała czasom w których zostały wybudowane. Żyleta, obie trybuny na łukach i sektory przed Krytą znajdowały się na wałach ziemnych. Plastikowe foteliki znajdujące się na trybunach były w kolorystyce barw klubowych, tj. zielonym, czerwonym, czarnym i białym. Na Żylecie znajdował się ułożony z krzesełek biały napis „LEGIA”, który po wybudowaniu nowego stadionu znalazł się również na trybunie wschodniej. Wewnątrz trybuny Krytej znajdowały się szatnie zawodników, gabinety odnowy biologicznej, siłownie, pomieszczenia biurowe użytkowane przez klub oraz pomieszczenia przeznaczone dla trenerów i VIP-ów.

#### Płyta boiska i oświetlenie
Płyta boiska – o wymiarach 105 m długości i 68 m szerokości – od września 2004 roku (jako trzecia w Polsce) była wyposażona w system podgrzewający (pierwszy mecz na niej został rozegrany 30 września 2004 r., a Legia Warszawa uległa w nim Austrii Wiedeń 1:3 w 1/64 finału Pucharu UEFA).
Oświetlenie boiska miało natężenie 1400 luksów, przed remontem czterech masztów oświetleniowych w 2004 roku, natężenie wynosiło 800 luksów.

## Nowy stadion

### Budowa nowego stadionu

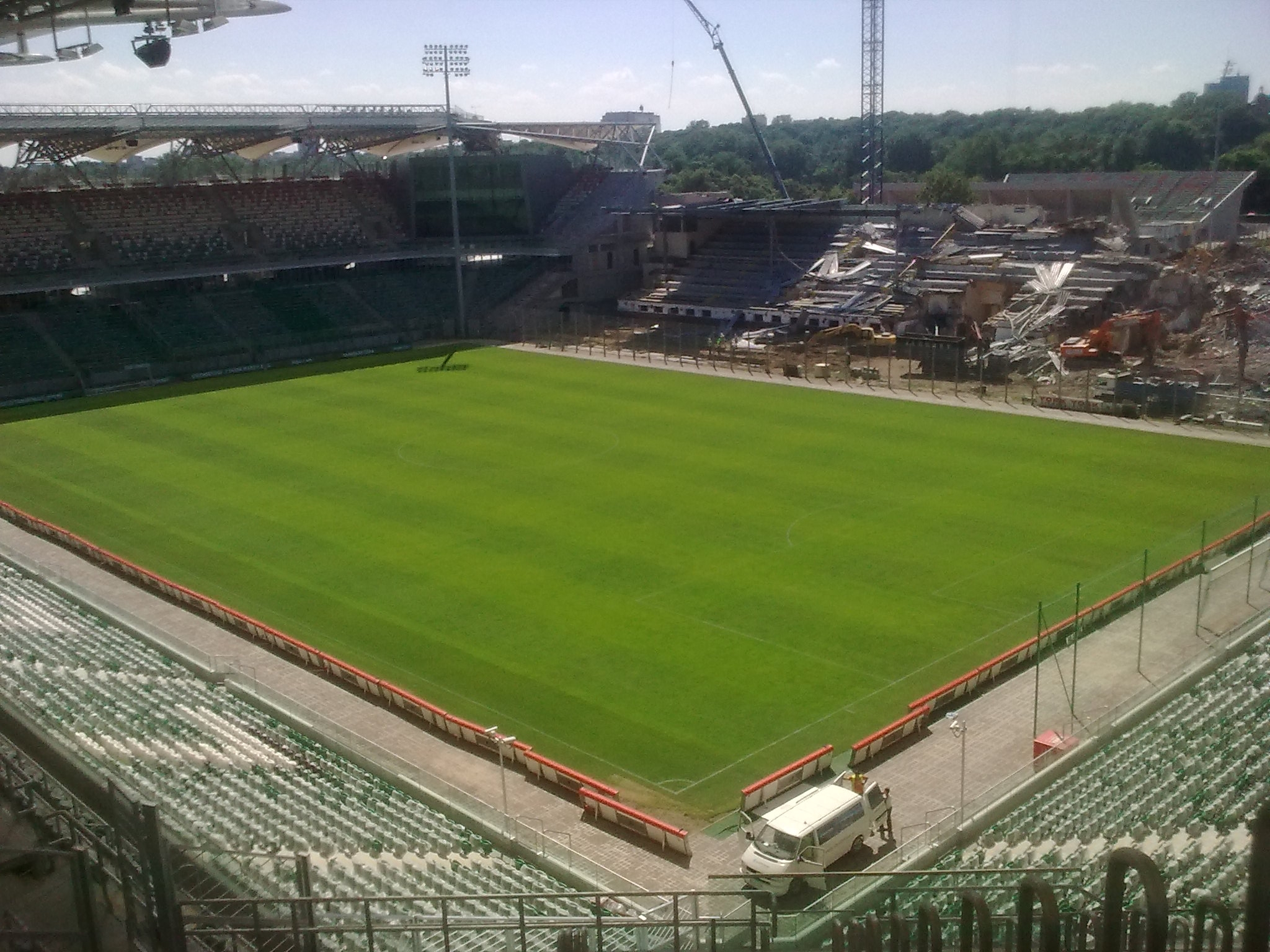
Rozbiórka trybuny Krytej

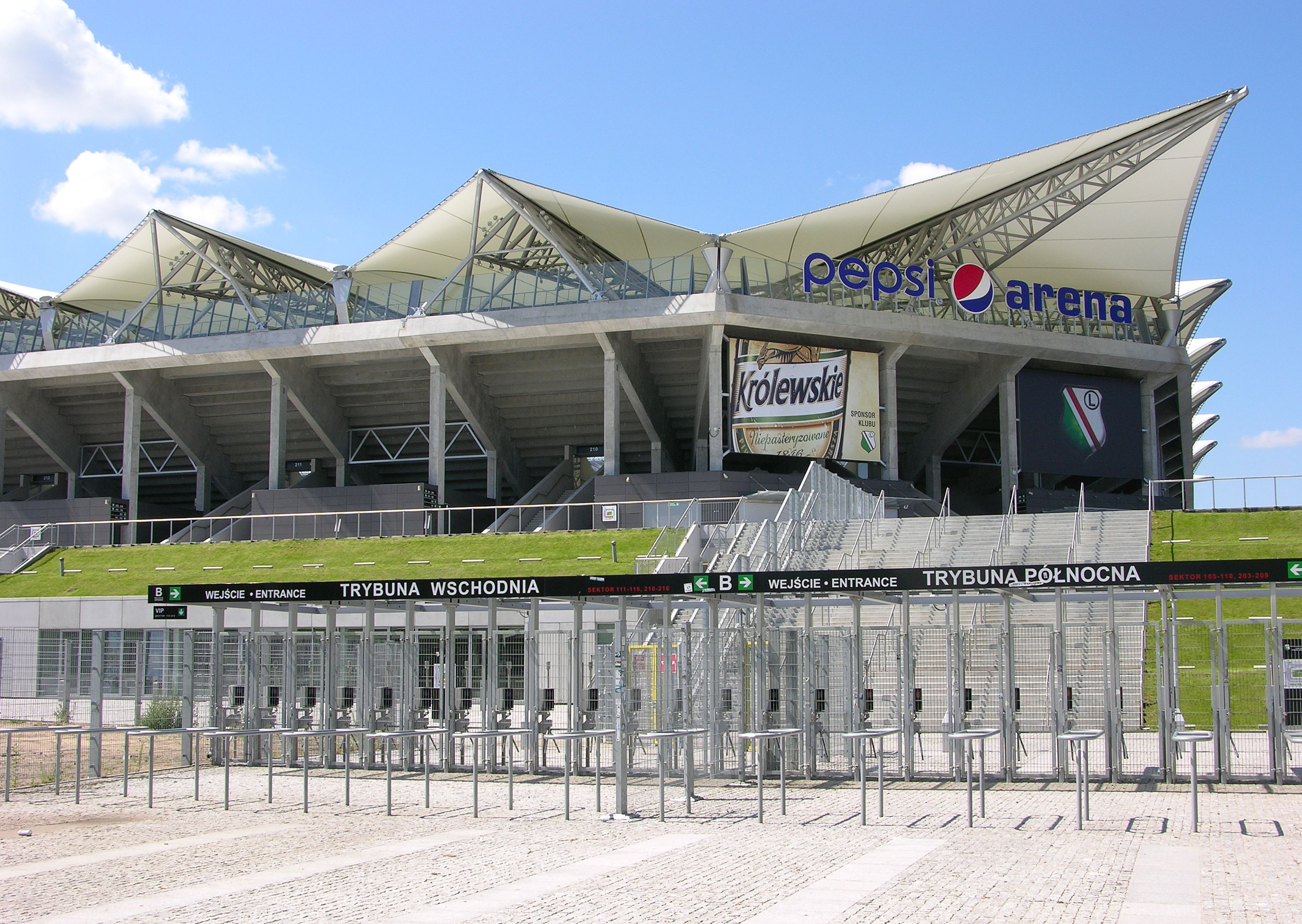
Wejście na trybuny północną i wschodnią

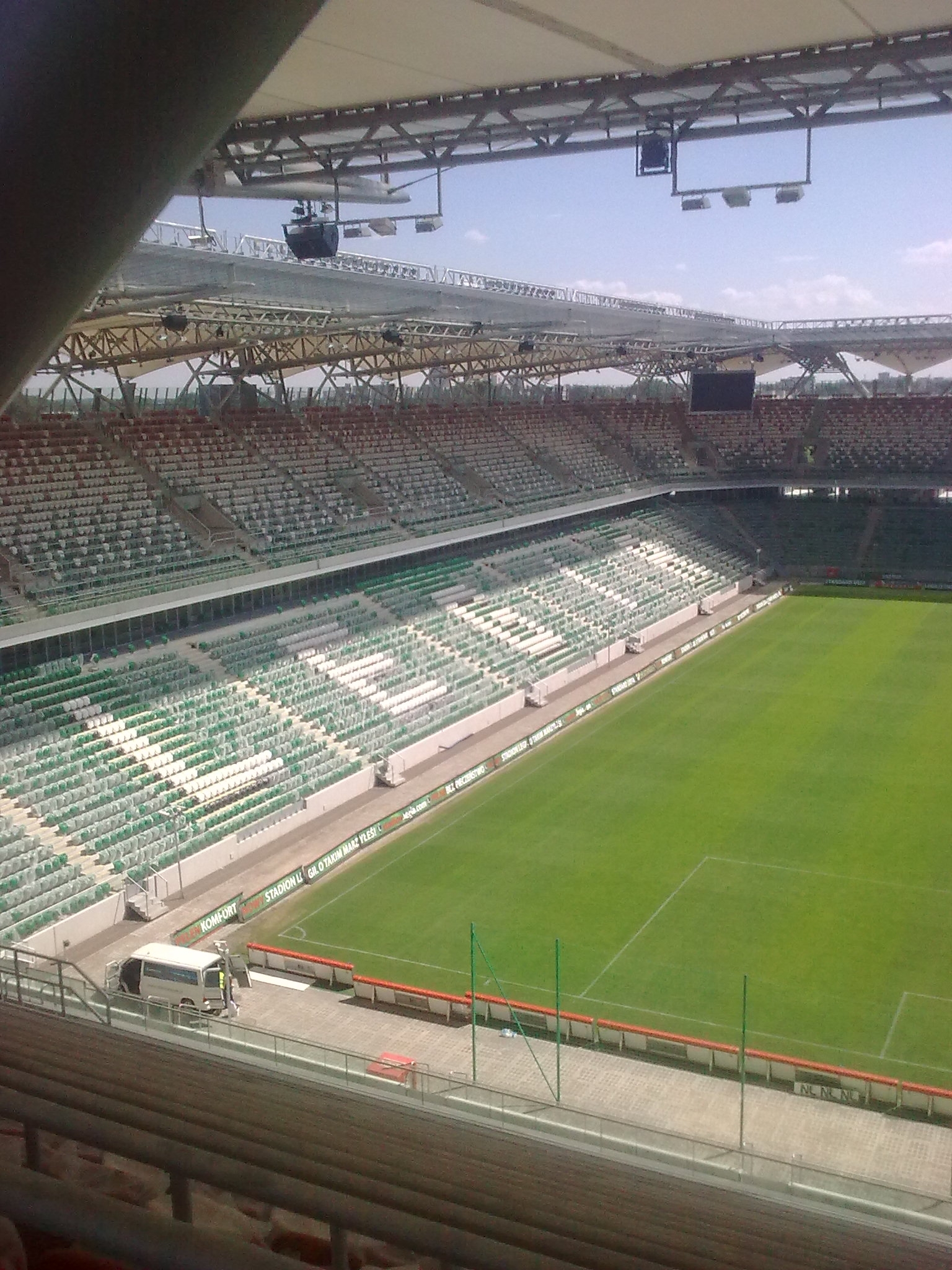
Trybuna wschodnia

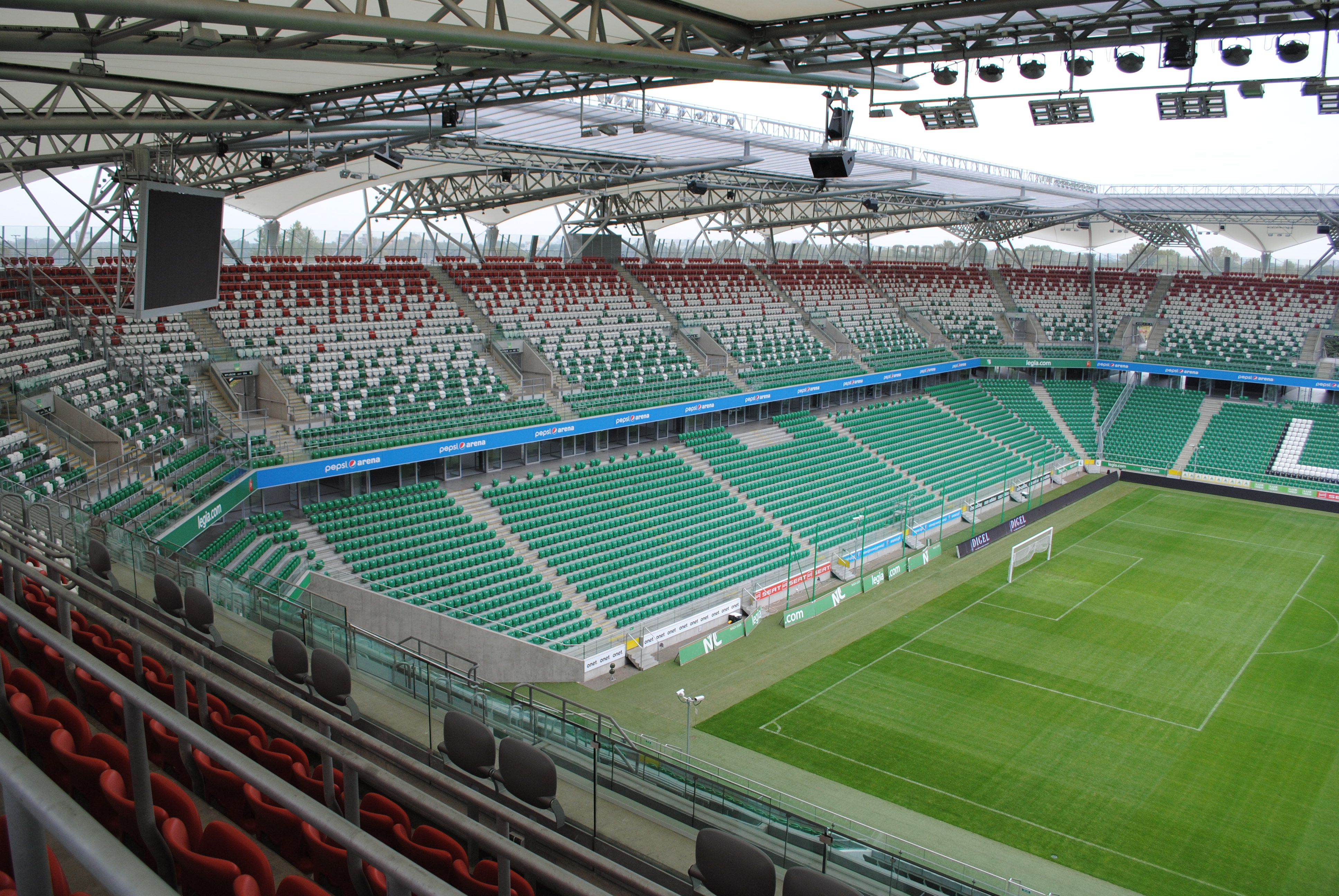
„Żyleta”

Idea wybudowania nowego stadionu dla piłkarzy stołecznej Legii pojawiła się już w połowie lat 90. XX wieku, gdy klub odnosił sukcesy należące do największych w jego historii. Kolejne tytuły mistrza Polski, triumfy w krajowym pucharze i superpucharze, a przede wszystkim awans do Ligi Mistrzów implikowały konieczność podjęcia działań mających na celu, bądź przebudowę ówcześnie użytkowanego obiektu, bądź budowę zupełnie nowego stadionu. Ostatecznie jednak do roku 1997 praktycznie nic w tej sprawie nie udało się zrobić. Faktycznie bowiem, woli budowy nie wyrażało ani miasto, ani podmioty prywatne zaangażowane w klub, ani wojsko. Dopiero pojawienie się nowego inwestora – przedsiębiorstwa Daewoo i powołanie sportowej spółki akcyjnej dały realne szanse na pomyślne zakończenie sprawy. Koreańscy współwłaściciele klubu byli skorzy stworzyć prężne lobby w sprawie budowy stadionu, podstawowym problemem okazały się jednak prawa własności terenów przy ulicy Łazienkowskiej – Agencja Mienia Wojskowego nie była bowiem skłonna odstąpić nieruchomości miastu.
W związku z tym kwestia stworzenia nowego obiektu „na Legii” została odroczona na 5 lat. Wszystko zmieniło się w roku 2002, gdy Agencja Mienia Wojskowego zdecydowała się sprzedać miastu stołecznemu Warszawa grunty między kwadratem ulic: Łazienkowską, Czerniakowską, Kusocińskiego i Myśliwiecką. Mimo że ich całkowitą wartość oszacowano na 60 mln złotych, uzgodniono cenę zakupu na 16 mln złotych. 29 lipca 2002 r. podczas sesji Rada Warszawy podjęła uchwałę o przeznaczeniu na zakup tego terenu wymaganej kwoty i z dniem 1 sierpnia 2002 r. nieruchomości te formalnie stały się własnością komunalną. Od tego momentu można było rozpocząć prace nad planowaną inwestycją.
W październiku 2004 r. naczelny architekt Warszawy Michał Borowski wydał zgodę na budowę nowego stadionu na terenach Legii oraz zagospodarowanie działek przyległych. Według początkowych koncepcji nowy stadion miał być wybudowany na działce między ul. Czerniakowską a Trybuną Otwartą (tzw. Żyletą). Według tych planów Żyleta miała stanowić zachodnią trybunę nowego stadionu. Decyzja o pozwoleniu na zabudowę terenów Legii otworzyła drogę do ogłoszenia przetargu na nowy stadion. Uczestnicy procesu przetargowego mieli zaprojektować obiekt który mógłby stanąć na tych terenach i go wybudować.
25 września 2006 r. komisja przetargowa ds. budowy nowego stadionu (który miał powstać obok istniejącego obiektu, w miejscu zdewastowanych basenów Legii) unieważniła ofertę konsorcjum niemieckich przedsiębiorstw: HMB Stadien und Sportstattenbau GmbH razem z Wayss und Freytag Schlusselfertingbau AG i Krupp Stahlbau Hannover GmbH, które wygrało przetarg na budowę nowego stadionu. Projekt zakładał budowę obiektu z widownią o pojemności od 30,5 do 35 tysięcy widzów, który posiadał podziemny parking i – jako pierwszy w Polsce stadion – miał być zakryty zasuwanym, szklanym dachem. Oferta przedsiębiorstw niemieckich była jednakże obwarowana restrykcją, iż prowadzenie inwestycji będzie zależne od zebrania w czas funduszy na budowę. Okazało się to nie do zaakceptowania przez stronę polską i ofertę unieważniono.
Sytuację komplikowała również niewyjaśniona kwestia Stadionu Narodowego, który miałby stać się jedną z aren Euro 2012, gdyby organizacja tego turnieju została przyznana Polsce i Ukrainie. Stadion Narodowy (z pojemnością na ok. 50 tysięcy widzów) miałby zostać wybudowany na terenie Stadionu Dziesięciolecia. Koncepcji co do budowy stadionów w stolicy panowało kilka. Pojawiły się zastrzeżenia polityków, iż nie warto budować w stolicy dwóch stadionów z widownią dla kilkudziesięciu tysięcy widzów. W związku z tym stadion przy Łazienkowskiej miałby zostać jedynie przebudowany, tak by jego pojemność wynosiła ok. 20 tys. miejsc. Natomiast mecze na które byłoby większe zainteresowanie, Legia rozgrywałaby na Stadionie Narodowym.
27 września 2006 władze KP Legia Warszawa i Grupy ITI podczas spotkania z komisarzem miasta stołecznego Warszawa Kazimierzem Marcinkiewiczem w budynku klubowym przy ulicy Łazienkowskiej – zaprezentowały własną koncepcję przebudowy stadionu. Przedstawiony projekt zakładał budowę stadionu w etapach. Pojemność obiektu miała wynosić 31800 do 34 tys. miejsc w zależności od tego czy na jednej trybunie obowiązywałyby miejsca stojące. W listopadzie tego samego roku, klub Legia Warszawa podpisał długoletnią umowę z miastem na dzierżawę stadionu. Długość obowiązywania dokumentu będzie wynosić 23 lata.
W czerwcu 2007 r. radni miasta Warszawa przyznali 360 mln zł na budowę nowego stadionu według zaakceptowanego projektu przedstawionego przez Legię Warszawa i ITI. W kwietniu 2008 r. ówczesna prezydent Warszawy Hanna Gronkiewicz-Waltz wydała pozwolenie na budowę stadionu. W procesie przetargowym wyłoniono konsorcjum które miało wybudować stadion, jednak przedstawiona oferta zakładała wyższą o blisko 100 mln cenę budowy od przyznanych środków przez miasto. We wrześniu 2008 roku radni Warszawy zatwierdzili poprawkę w budżecie i przyznali dodatkowe 100 mln potrzebne do budowy stadionu. 12 listopada 2008 r. podpisano umowę z konsorcjum Polimex-Mostostal na budowę obiektu.
17 listopada 2008 r. rozpoczął się pierwszy etap budowy nowego stadionu, który przewidywał budowę trzech trybun: południowej, wschodniej oraz północnej. Prace rozpoczęto od rozbiórki starych budynków klubowych i trybun. W ciągu pierwszego roku budowy, wybudowano 95 procent konstrukcji żelbetowej (I etapu) oraz zamontowano 19 z 28 wszystkich dźwigarów, które są podporami dla dachu. W czerwcu 2010 roku zakończona została budowa trzech nowych trybun, których łączna pojemność wynosi 27 tysięcy widzów. Po niej rozpoczęty został drugi etap budowy nowego stadionu, który przewidywał budowę nowej trybuny zachodniej oraz odwzorowanie zabytkowej elewacji. Przez cały okres budowy stadion był użytkowany, przy czym w sezonie 2009/2010 jego pojemność wynosiła niecałe 6 tys. miejsc, a w sezonie 2010/2011 ponad 20 tys.
Podczas całej budowy zużyte zostało ok. 30 000 m³ betonu w konstrukcjach monolitycznych, ok. 20 000 m³ betonu w prefabrykatach, ok. 3000 ton stali zbrojeniowej i ok. 2500 ton stali konstrukcyjnej. Otwarcie całego stadionu miało miejsce 7 sierpnia 2010 podczas meczu towarzyskiego Legia Warszawa – Arsenal F.C.
Od 19 lipca 2011 do 31 grudnia 2014 na podstawie umowy pomiędzy przedsiębiorstwem PepsiCo a Legią dla celów marketingowych używana była nazwa Pepsi Arena.
W sezonie 2021/2022 mecze Ligi Mistrzów i Ligi Europy UEFA na Stadionie Wojska Polskiego w roli gospodarza rozgrywał ukraiński Szachtar Donieck (w związku z inwazją Rosji na Ukrainę).

### Konstrukcja
Nowy stadion powstał w miejscu starego. Obiekt spełnia kryteria 4. kategorii UEFA, co oznacza że mogą na nim odbywać się rozgrywki półfinału Ligi Mistrzów. Stadion składa się z pięciu kondygnacji i jest w pełni zadaszony. Wewnątrz trybun znajdują się zaplecze techniczne dla dziennikarzy, publiczności biznesowej oraz centrum odnowy biologicznej do dyspozycji piłkarzy i trenerów. Ponadto wewnątrz stadionu będzie znajdowało się 12 kiosków gastronomicznych.
Zabytkowa fasada trybuny głównej została częściowo zburzona, a następnie zrekonstruowana i wkomponowana w fasadę nowego stadionu.
Autorem projektu jest niemieckie przedsiębiorstwo JSK Architekci.
| Pojemność stadionu wynosi 31 103 miejsca. Konstrukcja stadionu pozwala również na drugi wariant (33 609 miejsc), w ewentualności gdyby prawo polskie zostało zmienione i pozwoliło na organizowanie na imprezach masowych miejsc stojących. Wtedy na stadionie byłyby 27 483 miejsca siedzące i 6126 miejsc stojących. Podane liczby zawierają stałe wartości miejsc na widowni należące dla prasy i VIP-ów w ilości 2137 miejsc. Liczba miejsc dla prasy może być zwiększona kosztem miejsc dla widzów. Wewnątrz obiektu znajduje się dwukondygnacyjny parking. Jest on umiejscowiony w zapleczu trybun: południowej, wschodniej i północnej (parter oraz I piętro). Na pierwszym poziomie może pomieścić się 387 aut, zaś na drugim 392. Ponadto przed główną trybuną znajduje się plac dla 18 samochodów tzw. VIP-ów. Łącznie, znajduje się 797 miejsc parkingowych. Wjazd do garaży jest ulokowany w narożniku północno-wschodnim, natomiast oddzielny wjazd dla sportowców – w narożniku północno-zachodnim. Arena posiada cztery wejścia. Dwa od strony ul. Łazienkowskiej i dwa od Kanału Piaseczyńskiego. Prowadzą one na promenadę, z której można wejść na trybuny stadionu. Promenada znajduje się na wysokości sześciu metrów w stosunku do poziomu ulicy. Na poziomie promenady znajdują się punkty gastronomiczne oraz toalety. Promenada jest głównym ciągiem komunikacyjnym pomiędzy poszczególnymi wejściami na różne sektory. Oddzielne zaplecze będzie posiadała trybuna zachodnia. W trybunie północnej znajduje się Muzeum Legii Warszawa im. Wiktora Bołby. Otwarcie muzeum w nowej siedzibie nastąpiło 23 października 2010 roku, w 63. rocznicę urodzin Kazimierza Deyny. W trybunie północnej od strony ul. Łazienkowskiej znajduje się Sports Bar & Restauracja „Łazienkowska 3". Restauracja jest czynna nie tylko w czasie meczów, ale we wszystkie dni tygodnia. Wewnątrz znajduje się telebim, na którym można oglądać mecze. Lokal został otwarty 7 sierpnia 2010 roku przy okazji meczu inaugurującego z Arsenalem. | Miejsce trybun względem starego stadionu nie zostało zmienione. Płyta boiska została jedynie nieznacznie przesunięta w kierunku południowo-wschodnim w stosunku do stanu sprzed przebudowy. Trybuny stadionu są dwupoziomowe. Na dwóch pierwszych kondygnacjach trybun południowej, wschodniej i północnej mieszczą się parkingi. Ponadto wewnątrz obiektu znajdują się muzeum klubowe oraz klubowy bar i restauracja. W przyszłości ma tam się mieścić również klub fitness. | Na stadionie znajdują się dwa telebimy. Umieszczone są w przeciwległych narożnikach: północno-zachodnim i południowo-wschodnim i przytwierdzone na stalowych elementach do konstrukcji dachowej. Wymiary telebimów to 5,4 m wysokości i 9,4 m szerokości. Waga jednego telebimu wynosi 7 ton. W narożniku południowo-zachodnim znajduje się studio telewizyjne. Wewnątrz wykończone jest zgodnie ze wszystkimi standardami akustycznymi. Odbywać się w nim mogą różne prezentacje i konferencje. Wewnątrz studia znajduje się również centrum dowodzenia stadionem, które jest odpowiedzialne za nagłośnienie, oświetlenie i monitoring stadionu. Oświetlenie na stadionie dzieli się na: oświetlenie promenady i pomieszczeń wewnątrz trybun, trybun na których zasiadają widzowie, oświetlenie iluminacyjne oraz płyty boiska. Natężenie oświetlenia płyty boiska wynosi 2000 luxów (moc 516 kW), co umożliwia transmisję meczów w standardzie HD. Oświetlenie iluminacyjne pozwala na efektowne i wielobarwne podświetlenie trybun wraz ze skarpami oraz części zadaszenia. Iluminacja wykorzystywana jest podczas zawodów trwających na stadionie. Zadaszenie stadionu opiera się na 28 dźwigarach, czyli stalowych podporach które dwiema nogami są przywarte do ringu, tj. małej promenady okalającej górną nieckę stadionu. Każdy z dźwigarów waży ok. 57 ton i mierzy 40 metrów długości, co umożliwia zasłonięcie od opadów po ostatnie krzesełko. Cztery z 28 dźwigarów (znajdujących się nad narożnikami stadionu) są dłuższe i cięższe: 60 m długości i 90 ton wagi. Pomiędzy dźwigarami rozpostarta jest membrana, czyli docelowa warstwa chroniąca widzów przed opadami. Waga całej membrany która zadasza stadion wynosi ok. 30 ton, a całkowita jej powierzchnia 18 000 m². Na końcach dźwigarów, od strony wewnętrznej stadionu, zamiast membrany znajdują się stężenia kratowe. Są to stalowe kratownice pokryte warstwą poliwęglanu. Umożliwia to dostęp większemu zakresowi promieni słonecznych do murawy. Na końcach stężeń kratowych zamontowane są lampy oświetlające płytę boiska. Całkowita powierzchnia poliwęglanu wynosi 4200 m². W 2015 na stadionie uruchomiono sieć Wi-Fi, która może obsłużyć ruch w sieci internetowej porównywalny z tym, jaki generuje średniej wielkości miasto. Ułożono ponad 10 km kabli (głównie światłowodowych). Bezprzewodowa sieć umożliwia także korzystanie z platformy usługowej, wzbogacającej wizytę kibiców (m.in. głosowanie na piłkarza meczu i możliwość zamawiania cateringu na krzesełko). Dzięki projektowi zrealizowanemu przez przedsiębiorstwo Ericsson stadion stał się pierwszym stadionem piłkarskim w Europie połączonym z Internetem (ang. Connected Venue). |

## Mecze

### Stary stadion
Na Stadionie Wojska Polskiego w Warszawie swoje mecze rozgrywała Legia Warszawa. Na przestrzeni dziejów pojemność stadionu zmieniała się – było to spowodowane remontami oraz zmianą miejsc stojących na siedziska. Na Stadionie Wojska Polskiego swoje mecze rozgrywała również reprezentacja Polski.
Pierwszym meczem rozegranym na nowym stadionie był pojedynek pomiędzy Legią a zespołem Europa Barcelona rozegrany 9 sierpnia 1930 roku. Zakończył się on rezultatem 1:1. Ostatnim meczem przed budową nowego stadionu było spotkanie ligowe pomiędzy Legią a Śląskiem Wrocław rozegrane 14 listopada 2008 roku, nazwane „Pożegnaniem Żylety”. Legioniści wygrali ten pojedynek 4:0.

### Okres budowy nowego stadionu
Budowa nowego stadionu rozpoczęła się 17 listopada 2008 roku. Budowa została podzielona na dwa etapy. W trakcie pierwszego dostępna do użytku była jedna trybuna – tzw. Kryta, której pojemność wynosiła 5976 miejsc. W związku z tym frekwencja na meczach Legii podczas tego etapu budowy nie przekraczała tej liczby.
Pierwszym meczem Legii rozegranym podczas okresu budowy nowego stadionu był mecz o Puchar Ekstraklasy rozegrany 25 listopada z Jagiellonią Białystok. Spotkanie zakończyło się zwycięstwem gospodarzy 2:1. Pierwszym meczem ligowym w okresie budowy stadionu było spotkanie z GKS Bełchatów rozegrane 6 grudnia, w którym to Legioniści pokonali przeciwników 3:0. W trakcie okresu budowy nowego stadionu Legia rozgrywała również mecze w europejskich pucharach.
14 listopada 2009 roku, rok po meczu pożegnalnym Żylety, na stadionie odbył się mecz towarzyski Reprezentacji Polski. Spotkanie z Rumunią było inauguracją dla Franciszka Smudy na stanowisku selekcjonera kadry. Biało-Czerwoni przegrali to spotkanie 0:1.
Oficjalne otwarcie nowego stadionu nastąpiło 7 sierpnia 2010 roku. W inauguracyjnym meczu spotkały się drużyny Legii i Arsenalu. Mecz zakończył się zwycięstwem gości 6:5 (1:3)

#### Legia w europejskich pucharach
| Nr  | Rodzaj rozgrywek                                      | Data spotkania                    | Rywal Legii Warszawa    | Frekwencja               | Wynik meczu | Strzelcy bramek |
| --- | ----------------------------------------------------- | --------------------------------- | ----------------------- | ------------------------ | ----------- | --- |
| 1   | Runda wstępna Pucharu Europy                          | 19 września 1956                  | Slovan Bratysława       | 40 tys.                  | 2:0         | Edmund Kowal 52', Lucjan Brychczy 62' |
| 2   | Runda wstępna Pucharu Europy                          | 5 października 1960               | Aarhus GF               | 20 tys.                  | 1:0         | Helmut Nowak 29' |
| 3   | 1/16 finału PZP                                       | 23 września 1964                  | Admira Wiedeń           | 12 tys.                  | 1:0         | Lucjan Brychczy 11' |
| 4   | 1/8 finału PZP                                        | 18 listopada 1964                 | Galatasaray SK          | 2 259                    | 2:1         | Jacek Gmoch 69', Metin Oktay 73', Kazimierz Frąckiewicz 88' |
| 5   | 1/8 finału PZP – dod.                                 | 10 grudnia 1964                   | Galatasaray SK          | 5 tys.                   | 1:0         | Henryk Apostel 14' |
| 6   | 1/4 finału PZP                                        | 3 marca 1965                      | TSV 1860                | 5 tys.                   | 0:4         | Peter Grosser 69', Hans Küppers 73', Alfred Heiss 75', 87' |
| 7   | 1/16 finału PZP                                       | 12 października 1966              | Chemie Lipsk            | 7 tys.                   | 2:2         | Bernd Bauchspiess 17', 29', Wiesław Korzeniowski 40', Janusz Żmijewski 88'                                                                                       |
| 8   | 1/16 finału PMT                                       | 2 października 1968               | TSV 1860                | 8 tys.                   | 6:0         | Jan Pieszko 1', 41', Bernard Blaut 22', Kazimierz Deyna 46', Janusz Żmijewski 52', Robert Gadocha 57'                                                            |
| 9   | 1/8 finału PMT                                        | 12 listopada 1968                 | KSV Waregem             | 10 tys.                  | 2:0         | Kazimierz Deyna 68', Robert Gadocha 89' |
| 10  | 1/4 finału PMT                                        | 23 lutego 1969                    | Újpest                  | 7 tys.                   | 0:1         | Antal Dunai 85' |
| 11  | I runda Pucharu Europy                                | 1 października 1969               | UT Arad                 | 15 tys.                  | 8:0         | Bernard Blaut 51', Robert Gadocha 70' 74', Lucjan Brychczy 73', Władysław Stachurski 78', Kazimierz Deyna 81', Janusz Żmijewski 83', Jan Pieszko 85'(k)          |
| 12  | II runda Pucharu Europy                               | 12 listopada 1969                 | AS Saint-Étienne        | 25 tys.                  | 2:1         | Hervé Revelli 39', Jan Pieszko 78', Kazimierz Deyna 83' |
| 13  | 1/4 finału Pucharu Europy                             | 18 marca 1970                     | Galatasaray SK          | 25 tys.                  | 2:0         | Lucjan Brychczy 14', 57' |
| 14  | I runda Pucharu Europy                                | 30 września 1970                  | IFK Göteborg            | 7 725                    | 2:1         | Reine Almqvist 28', Kazimierz Deyna 36', Robert Gadocha 38' |
| 15  | II runda Pucharu Europy                               | 4 listopada 1970                  | Standard Liège          | 17 237                   | 2:0         | Jan Pieszko 8', Janusz Żmijewski 20' |
| 16  | 1/4 finału Pucharu Europy                             | 24 marca 1971                     | Atlético Madryt         | 20 671                   | 2:1         | Salcedo 11', Jan Pieszko 25', Władysław Stachurski 51' |
| 17  | I runda Pucharu UEFA                                  | 29 września 1971                  | FC Lugano               | 10 tys.                  | 0:0         | |
| 18  | II runda Pucharu UEFA                                 | 3 listopada 1971                  | Rapid Bukareszt         | 10 tys.                  | 2:0         | Tadeusz Nowak 2', Bernard Blaut 6' |
| 19  | 1/16 finału PZP                                       | 27 września 1972                  | Víkingur Reykjavík      | 7 tys.                   | 9:0         | Stafan Białas 6', 44', Jan Pieszko 7', 47', 67', Władysław Stachurski 46', Kazimierz Deyna 60', 85'(k), Lesław Ćmikiewicz 84'                                    |
| 20  | 1/16 finału PZP                                       | 19 września 1973                  | PAOK FC                 | 20 tys.                  | 1:1         | Terzanidis 47', Jan Pieszko 56' |
| 21  | 1/32 finału Pucharu UEFA                              | 2 października 1974               | FC Nantes               | 20 tys.                  | 0:1         | Gilles Rampillon 65' |
| 22  | 1/16 finału PZP                                       | 1 października 1980               | Sławia Sofia            | 15 tys.                  | 1:0         | Mirosław Okoński 50'(k) |
| 23  | 1/16 finału PZP                                       | 30 września 1981                  | Vålerenga Fotball       | 12 tys.                  | 4:1         | Janusz Baran 1', Krzysztof Adamczyk 6', Adam Topolski 57', Moen 58', Henryk Miłoszewicz 90'                                                                      |
| 24  | 1/8 finału PZP                                        | 21 października 1981              | Lausanne Sports         | 15 tys.                  | 2:1         | Krzysztof Adamczyk 8', Robert Kok 22', Janusz Baran 32' |
| 25  | 1/4 finału PZP                                        | 3 marca 1982                      | Dinamo Tbilisi          | 25 tys.                  | 0:1         | Tengiz Sułakwelidze 9' |
| 26  | 1/32 finału Pucharu UEFA                              | 18 września 1985                  | Viking FK               | 10 tys.                  | 3:0         | Dariusz Dziekanowski 37', Tomasz Arceusz 67', Kazimierz Buda 68'                                                                                                 |
| 27  | 1/16 finału Pucharu UEFA                              | 6 listopada 1985                  | Videoton FC             | 20 tys.                  | 1:1         | Nováth 35', Dariusz Dziekanowski 75' |
| 28  | 1/8 finału Pucharu UEFA                               | 11 grudnia 1985                   | Inter Mediolan          | 25 tys.                  | 0:0 (0:1)   | Fanna 108' |
| 29  | 1/32 finału Pucharu UEFA                              | 17 września 1986                  | Dnipro Dniepropietrowsk | 15 tys.                  | 0:0         | |
| 30  | 1/16 finału Pucharu UEFA                              | 22 października 1986              | Inter Mediolan          | 22 tys.                  | 3:2         | Altobelli 17', Witold Sikorski 41', Dariusz Dziekanowski 58', Jan Karaś 60', Ferri 77'                                                                           |
| 31  | 1/32 finału Pucharu UEFA                              | 5 października 1988               | Bayern Monachium        | 13 tys.                  | 3:7         | Norbert Nachtweih 19', Johnny Ekström 23', 44', Dariusz Kubicki 36', Klaus Augenthaler 41', Jürgen Wegmann 78', 82', Ryszard Robakiewicz 85', 88', Armin Eck 89' |
| 32  | 1/16 finału Pucharu UEFA                              | 27 września 1989                  | FC Barcelona            | 25 tys.                  | 0:1         | Michael Laudrup 11' |
| 33  | 1/16 finału PZP                                       | 19 września 1990                  | Swift Hesperange        | 4 172                    | 3:0         | Roman Kosecki 48', 79', Leszek Pisz 90' |
| 34  | 1/8 finału PZP                                        | 7 listopada 1990                  | FC Aberdeen             | 9 tys.                   | 1:0         | Krzysztof Iwanicki 85' |
| 35  | 1/4 finału PZP                                        | 6 marca 1991                      | UC Sampdoria            | 15 tys.                  | 1:0         | Dariusz Czykier 44' |
| 36  | 1/2 finału PZP                                        | 10 kwietnia 1991                  | Manchester United       | 16 tys.                  | 1:3         | Jacek Cyzio 36', Brian McClair 37', Mark Hughes 54', Steve Bruce 68'                                                                                             |
| 37  | Runda kwalifikacyjna Ligi Mistrzów                    | 10 sierpnia 1994                  | Hajduk Split            | 10 tys.                  | 0:1         | Milan Rapajić 22' |
| 38  | Runda kwalifikacyjna Ligi Mistrzów                    | 9 sierpnia 1995                   | IFK Göteborg            | 15 tys.                  | 1:0         | Jerzy Podbrożny 49'(k) |
| 39  | Faza grupowa Ligi Mistrzów                            | 13 września 1995                  | Rosenborg BK            | 13 tys.                  | 3:1         | Jahn Ivar Jakobsen 64'(k), Leszek Pisz 65', 74', Ryszard Staniek 70',                                                                                            |
| 40  | Faza grupowa Ligi Mistrzów                            | 18 października 1995              | Blackburn Rovers        | 17 tys.                  | 1:0         | Jerzy Podbrożny 26' |
| 41  | Faza grupowa Ligi Mistrzów                            | 6 grudnia 1995                    | Spartak Moskwa          | 15 tys.                  | 0:1         | Ramiz Mamedow 42' |
| 42  | 1/4 finału Ligi Mistrzów                              | 6 marca 1996                      | Panathinaikos Ateny     | 12 tys.                  | 0:0         | |
| 43  | Runda wstępna Pucharu UEFA                            | 24 lipca 1996                     | Jeunesse Esch           | 2 780                    | 3:0         | Marcin Mięciel 19', 63', Roman Oreszczuk 70' |
| 44  | Runda kwal. Pucharu UEFA                              | 6 sierpnia 1996                   | FC Haka                 | 3 tys.                   | 3:0         | Piotr Mosór 9', Ryszard Staniek 27', Roman Oreszczuk 88' |
| 45  | 1/32 finału Pucharu UEFA                              | 24 września 1996                  | Panathinaikos Ateny     | 10 tys.                  | 2:0         | Marcin Mięciel 53', Cezary Kucharski 90' |
| 46  | 1/16 finału Pucharu UEFA                              | 15 października 1996              | Beşiktaş JK             | 16,5 tys.                | 1:1         | Tomasz Sokołowski (I) 22', Orhan Kaynak 70' |
| 47  | 1/32 finału PZP                                       | 28 sierpnia 1997                  | Glenavon Lurgan         | 4 tys.                   | 4:0         | Jacek Kacprzak 73', Tomasz Sokołowski (I) 76', Paweł Skrzypek 86', Tomasz Sokołowski (II) 89'(k)                                                                 |
| 48  | 1/16 finału PZP                                       | 2 października 1997               | Vicenza                 | 7 tys.                   | 1:1         | Jacek Kacprzak 56', Lamberto Zauli 87' |
| 49  | Runda kwal. Pucharu UEFA                              | 26 sierpnia 1999                  | Wardar Skopje           | 4 tys.                   | 4:0         | Sylwester Czereszewski 5', Bartosz Karwan 17', Tomasz Sokołowski (I) 53', Marcin Mięciel 77'                                                                     |
| 50  | I runda Pucharu UEFA                                  | 30 września 1999                  | Anorthosis Famagusta    | 8 tys.                   | 2:0         | Marcin Mięciel 48', Sylwester Czereszewski 67' |
| 51  | II runda Pucharu UEFA                                 | 4 listopada 1999                  | Udinese Calcio          | 12 tys.                  | 1:1         | Sylwester Czereszewski 12', Roberto Carlos Sosa 41' |
| 52  | Runda kwal. Pucharu UEFA                              | 23 sierpnia 2001                  | Etzella Ettelbruck      | 4 tys.                   | 2:1         | Łukasz Mierzejewski 44', Alphonse Leweck 48', Bartosz Karwan 72'                                                                                                 |
| 53  | I runda Pucharu UEFA                                  | 20 września 2001                  | IF Elfsborg             | 4 tys.                   | 4:1         | Bartosz Karwan 23', Andreas Klarström 42', Aleksandar Vuković 59', Cezary Kucharski 72', 80'                                                                     |
| 54  | II runda Pucharu UEFA                                 | 18 października 2001              | Valencia CF             | 12 tys.                  | 1:1         | Bartosz Karwan 11', Adrian Ilie 61'(k) |
| 55  | II runda kwalifikacyjna Ligi Mistrzów                 | 7 sierpnia 2002                   | Wardar Skopje           | 5,6 tys.                 | 1:1         | Cezary Kucharski 32', Rogerio Da Costa Oliveira 51' |
| 56  | III runda kwalifikacyjna Ligi Mistrzów                | 28 sierpnia 2002                  | FC Barcelona            | 13 tys.                  | 0:1         | Gaizka Mendieta 68'(k) |
| 57  | I runda Pucharu UEFA                                  | 19 września 2002                  | FC Utrecht              | 10 tys.                  | 4:1         | Jacek Zieliński 20', Aleksandar Vuković 27', Dirk Kuijt 48', 3-1 Alje Schut 60'(s), Stanko Svitlica 70'                                                          |
| 58  | II runda Pucharu UEFA                                 | 29 października 2002              | FC Schalke 04           | 13 tys.                  | 2:3         | Gustavo Antonio Varela Rodriguez 50', 54', Dariusz Dudek 58', Stanko Svitlica 63'(k), Ebbe Sand 89'                                                              |
| 59  | II runda kwal. Pucharu UEFA                           | 26 sierpnia 2004                  | FC Tbilisi              | 4 tys.                   | 6:0         | Piotr Włodarczyk 5'(k), 44', 51', Jacek Magiera 23', Marek Saganowski 81', Tomasz Sokołowski (I) 84'                                                             |
| 60  | I runda Pucharu UEFA                                  | 30 września 2004                  | Austria Wiedeń          | 11 tys.                  | 1:3         | Vachoušek 31', Poledica 42', Smoliński 84', Sionko 90' |
| 61  | II runda kwal. Pucharu UEFA                           | 11 sierpnia 2005                  | FC Zürich               | 7 tys.                   | 0:1         | Rafael de Araújo 90' |
| 62  | II runda kwalifikacyjna Ligi Mistrzów                 | 2 sierpnia 2006                   | Hafnarfjarðar           | 8,5 tys.                 | 2:0         | Aleksandar Vuković 38', Édson 89' |
| 63  | III runda kwalifikacyjna Ligi Mistrzów                | 23 sierpnia 2006                  | Szachtar Donieck        | 10 tys.                  | 2:3         | Piotr Włodarczyk 17', 88', Ciprian Andrei Marica 22', 45', Fernandinho 27'                                                                                       |
| 64  | I runda Pucharu UEFA                                  | 14 września 2006                  | Austria Wiedeń          | 8 854                    | 1:1         | Júnior 44', Wolfgang Mair 26' |
| 65  | I runda kwalifikacyjna Pucharu UEFA                   | 17 lipca 2008                     | FK Homel                | 6 tys.                   | 0:0         | |
| 66  | II runda kwalifikacyjna Pucharu UEFA                  | 14 sierpnia 2008                  | FK Moskwa               | 4 tys.                   | 1:2         | Edgaras Česnauskis 52', Aleksandr Samiedow 63', Roger 65' |
| 67  | II runda kwalifikacyjna Ligi Europy                   | 16 lipca 2009                     | Olimpi Rustawi          | 5 tys.                   | 3:0         | Adrian Paluchowski 19', Tomasz Kiełbowicz 70', Sebastian Szałachowski 82'                                                                                        |
| 68  | III runda kwalifikacyjna Ligi Europy                  | 6 sierpnia 2009                   | Brøndby IF              | 4,5 tys.                 | 2:2         | Max von Schlebrügge 6', 59', Piotr Giza 16', Maciej Iwański 55'(k)                                                                                               |
| 69  | III runda kwalifikacyjna Ligi Europy                  | 4 sierpnia 2011, godz. 19:00      | Gaziantepspor           | 20 118                   | 0:0         | |
| 70  | Faza play-off Ligi Europy                             | 18 sierpnia 2011, godz. 18:00     | Spartak Moskwa          | 23 450                   | 2:2         | Miroslav Radović 3', 69', Ariclenes da Silva Ferreira 52', 71'                                                                                                   |
| 71  | Faza Grupowa Ligi Europy                              | 29 września 2011, godz. 21:05     | Hapoel Tel-Aviv         | 20 217                   | 3:2         | Danijel Ljuboja 67', Marcin Komorowski 72', Miroslav Radović 89', Toto Tamuz 37', Maaran Lala 79'                                                                |
| 72  | Faza Grupowa Ligi Europy                              | 3 listopada 2011, godz. 19:00     | Rapid Bukareszt         | 30 786                   | 3:1         | Miroslav Radović 53', 69', Michał Kucharczyk 90+3', Filipe Teixeira 65'                                                                                          |
| 73  | Faza Grupowa Ligi Europy                              | 30 listopada 2011, godz. 21:05    | PSV Eindhoven           | 28 786                   | 0:3         | Michał Żewłakow 32' (s), Dries Mertens 59'(k), Zakaria Labyad 68'                                                                                                |
| 74  | 1/16 finału Ligi Europy                               | 16 lutego 2012, godz. 19:00       | Sporting CP             | 27 234                   | 2:2         | Jakub Wawrzyniak 37', Janusz Gol 79' – Daniel Carriço 60', André Santos 88'                                                                                      |
| 75  | II runda kwalifikacyjna Ligi Europy                   | 26 lipca 2012, godz. 20:30        | Liepājas Metalurgs      | 13 000                   | 5:1         | Marek Saganowski 5', 39', 79', Janusz Gol 57', Michał Żyro 61' – Vladimirs Kamešs 45'                                                                            |
| 76  | III runda kwalifikacyjna Ligi Europy                  | 9 sierpnia 2012, godz. 19:00      | SV Ried                 | 16 000                   | 3:1         | Marek Saganowski 41', Miroslav Radović 55', Danijel Ljuboja 62', Robert Zulj 76'                                                                                 |
| 77  | IV runda kwalifikacyjna Ligi Europy                   | 23 sierpnia 2012, godz. 19:00     | Rosenborg BK            | 21 637                   | 1:1         | Jakub Kosecki 42', Borzek Doczkal 80' |
| 78  | II runda kwalifikacyjna Ligi Mistrzów                 | 24 lipca 2013, godz. 20:45        | The New Saints F.C.     | 11 826                   | 1:0         | Wladimer Dvaliszvili 53' |
| 79  | III runda kwalifikacyjna Ligi Mistrzów                | 7 sierpnia 2013, godz. 20:45      | Molde FK                | 23 677                   | 0:0         | |
| 80  | IV runda kwalifikacyjna Ligi Mistrzów                 | 27 sierpnia 2013, godz. 20:45     | Steaua Bukareszt        | 21 514                   | 2:2         | Nicolae Stanciu 7', Federico Piovaccari 9', Miroslav Radović 27', Jakub Rzeźniczak 90'                                                                           |
| 81  | Faza grupowa Ligi Europy                              | 3 października 2013, godz. 19:00  | Apollon Limassol        | bez udziału publiczności | 0:1         | Gaston Sangoy 56' |
| 82  | Faza grupowa Ligi Europy                              | 7 listopada 2013, godz. 21:05     | Trabzonspor             | 14 086                   | 0:2         | Dossa Júnior 71' (s), Olcan Adın 79' |
| 83  | Faza grupowa Ligi Europy                              | 28 listopada 2013, godz. 19:00    | SS Lazio                | 12 337                   | 0:2         | Brayan Perea 24', Felipe Anderson 57' |
| 84  | II runda kwalifikacyjna Ligi Mistrzów                 | 16 lipca 2014, godz. 20:45        | St. Patrick’s Athletic  | 11 075                   | 1:1         | Christy Fagan 38', Miroslav Radović 90+1' |
| 85  | III runda kwalifikacyjna Ligi Mistrzów                | 30 lipca 2014, godz. 20:45        | Celtic Glasgow          | 22 265                   | 4:1         | Callum McGregor 8', Miroslav Radović 10', 36', Michał Żyro 84', Jakub Kosecki 90+1'                                                                              |
| 86  | IV runda kwalifikacyjna Ligi Europy                   | 28 sierpnia 2014, godz. 21:00     | FK Aktöbe               | 18 549                   | 2:0         | Michał Kucharczyk 26', Ivica Vrdoljak 66'(k) |
| 87  | Faza grupowa Ligi Europy                              | 18 września 2014, godz. 21:05     | Lokeren                 | 21 548                   | 1:0         | Miroslav Radović 58' |
| 88  | Faza grupowa Ligi Europy                              | 6 listopada 2014, godz. 21:05     | Metalist Charków        | 25 809                   | 2:1         | Wasyl Kobin 22', Marek Saganowski 29', Ondrej Duda 84' |
| 89  | Faza grupowa Ligi Europy                              | 11 grudnia 2014, godz. 21:05      | Trabzonspor             | bez udziału publiczności | 2:0         | Fatih Öztürk 22' (s), Orlando Sá 56' |
| 90  | 1/16 finału Ligi Europy                               | 26 lutego 2015, godz. 19:00       | AFC Ajax                | bez udziału publiczności | 0:3         | Milik 11', 43', Viergever 13' |
| 91  | II runda kwalifikacyjna Ligi Europy                   | 16 lipca 2015, godz. 21:00        | FC Botosani             | 10 446                   | 1:0         | Duda 78' |
| 92  | III runda kwalifikacyjna Ligi Europy                  | 6 sierpnia 2015, godz. 21:00      | FK Kukësi               | 11 847                   | 1:0         | Kucharczyk 47' |
| 93  | Runda play-off Ligi Europy                            | 27 sierpnia 2015, godz. 21:00     | Zoria Ługańsk           | 23 163                   | 3:2         | Brzyski 16', Chomczenowski 39', Guilherme 62', Malinowski 66', Duda 90+5'                                                                                        |
| 94  | Faza grupowa Ligi Europy                              | 1 października 2015, godz. 21:05  | SSC Napoli              | 26 357                   | 0:2         | Mertens 53', Higuain 84' |
| 95  | Faza grupowa Ligi Europy                              | 22 października 2015, godz. 21:05 | Club Brugge             | 16 320                   | 1:1         | De Fauw 39', Kucharczyk 51' |
| 96  | Faza grupowa Ligi Europy                              | 26 listopada 2015, godz. 21:05    | FC Midtjylland          | 9 468                    | 1:0         | Prijović 35' |
| 97  | II runda kwalifikacyjna Ligi Mistrzów                 | 19 lipca 2016, godz. 20:45        | Zrinjski Mostar         | 12 784                   | 2:0         | Nikolić 28' (k.), 62' |
| 98  | III runda kwalifikacyjna Ligi Mistrzów                | 3 sierpnia 2016, godz. 20:45      | AS Trenčín              | 21 850                   | 0:0         | |
| 99  | Runda play-off Ligi Mistrzów                          | 23 sierpnia 2016, godz. 20:45     | Dundalk FC              | 29 066                   | 1:1         | Kucharczyk 90+2' |
| 100 | Faza grupowa Ligi Mistrzów                            | 14 września 2016, godz. 20:45     | Borussia Dortmund       | 27 304                   | 0:6         | Götze 7', Papastatopulos 15', Bartra 17', Guerreiro 51', Castro 76', Aubameyang 87'                                                                              |
| 101 | Faza grupowa Ligi Mistrzów                            | 2 listopada 2016, godz. 20:45     | Real Madryt             | bez udziału publiczności | 3:3         | Bale 1', Benzema 35', Odjidja-Ofoe 40', Radović 58', Moulin 83', Kovačić 85'                                                                                     |
| 102 | Faza grupowa Ligi Mistrzów                            | 7 grudnia 2016, godz. 20:45       | Sporting CP             | 28 232                   | 1:0         | Guilherme 30' |
| 103 | 1/16 finału Ligi Europy                               | 7 grudnia 2016, godz. 20:45       | AFC Ajax                | 28 742                   | 0:0         | |
| 104 | II runda kwalifikacyjna Ligi Mistrzów                 | 19 lipca 2017, godz. 20:45        | IFK Mariehamn           | 15 843                   | 6:0         | Guilherme 6', Kojola 37', Kucharczyk 40', 54', Szymański 80', Michalak 81'                                                                                       |
| 105 | III runda kwalifikacyjna Ligi Mistrzów                | 26 lipca 2017, godz. 16:00        | FK Astana               | 26 100                   | 1:3         | Kabananga 36', Majeuski 45', Sadiku 79', Twumasi 90+4' |
| 106 | Runda play-off Ligi Europy                            | 17 sierpnia 2017, godz. 20:45     | Sheriff Tyraspol        | 17 732                   | 1:1         | Kasper Hämäläinen 76' – Cyrille Bayala 87' |
| 107 | I runda kwalifikacyjna Ligi Mistrzów                  | 17 lipca 2018, godz. 21:00        | Cork City               | 14 576                   | 3:0         | José Kanté 27', Miroslav Radović 73' (k.), Carlitos 89' |
| 108 | II runda kwalifikacyjna Ligi Mistrzów                 | 24 lipca 2018, godz. 21:00        | Spartak Trnawa          | 15 572                   | 0:2         | Erik Grendel 16', Ján Vlasko 90+3' |
| 109 | III runda kwalifikacyjna Ligi Europy                  | 9 sierpnia 2018, godz. 21:00      | F91 Dudelange           | 9 923                    | 1:2         | Carlitos 27' – Couturier Clément 24', David Turpel 61' (k.) |
| 110 | I runda kwalifikacyjna Ligi Europy                    | 18 lipca 2019, godz. 21:00        | Europa FC               | 14 839                   | 3:0         | Carlitos 7', 60', Sandro Kulenović 13' |
| 111 | II runda kwalifikacyjna Ligi Europy                   | 25 lipca 2019, godz. 21:00        | Kuopion Palloseura      | 11 678                   | 1:0         | Mateusz Wieteska 9' |
| 112 | III runda kwalifikacyjna Ligi Europy                  | 8 sierpnia 2019, godz. 21:00      | PAE Atromitos           | 15 093                   | 0:0         | |
| 113 | Runda play-off Ligi Europy                            | 22 sierpnia 2019, godz. 20:00     | Rangers FC              | 26 665                   | 0:0         | |
| 114 | I runda kwalifikacyjna Ligi Mistrzów                  | 18 sierpnia 2020, godz. 19:00     | Linfield FC             | bez udziału publiczności | 1:0         | José Kanté 82' |
| 115 | II runda kwalifikacyjna Ligi Mistrzów                 | 26 sierpnia 2020, godz. 20:00     | Omonia Nikozja          | bez udziału publiczności | 0:0 (0:2)   | Jordi Gómez 92' (k.), Thiago Ferreira dos Santos 107' |
| 116 | III runda kwalifikacyjna Ligi Europy                  | 24 września 2020, godz. 20:30     | KF Drita Gnjilane       | bez udziału publiczności | 2:0         | Paweł Wszołek 24', Tomáš Pekhart 43' |
| 117 | Runda play-off Ligi Europy                            | 1 października 2020, godz. 20:00  | Qarabağ Ağdam           | bez udziału publiczności | 0:3         | Patrick Andrade 50', Abdellah Zoubir 62', Filip Ozobić 70' |
| 118 | I runda kwalifikacyjna Ligi Mistrzów                  | 14 lipca 2021, godz. 20:00        | FK Bodø/Glimt           | 17 473                   | 2:0         | Luquinhas 40', Tomáš Pekhart 90+5' |
| 119 | II runda kwalifikacyjna Ligi Mistrzów                 | 21 lipca 2021, godz. 21:00        | Flora Tallinn           | 16 721                   | 2:1         | Bartosz Kapustka 3', Rafael Lopes 90+1' – Rauno Sappinen 53' |
| 120 | III runda kwalifikacyjna Ligi Mistrzów                | 10 sierpnia 2021, godz. 21:00     | Dinamo Zagrzeb          | 26 769                   | 0:1         | Bartol Franjić 20' |
| 121 | Runda play-off Ligi Europy                            | 26 sierpnia 2021, godz. 21:00     | Slavia Praga            | 20 641                   | 2:1         | Mahir Emreli 59', 70' – Ubong Ekpai 45' |
| 122 | Faza grupowa Ligi Europy                              | 30 września 2021, godz. 18:45     | Leicester City          | 27 087                   | 1:0         | Mahir Emreli 31' |
| 123 | Faza grupowa Ligi Europy                              | 4 listopada 2021, godz. 18:45     | SSC Napoli              | 25 706                   | 1:4         | Mahir Emreli 10' – Piotr Zieliński 51' (k.), Dries Mertens 75' (k.), Hirving Lozano 79', Adam Ounas 90'                                                          |
| 124 | Faza grupowa Ligi Europy                              | 9 grudnia 2021, godz. 18:45       | Spartak Moskwa          | 21 629                   | 0:1         | Zielimchan Bakajew 17' |
| 125 | II runda kwalifikacyjna Ligi Konferencji Europy       | 3 sierpnia 2023, godz. 21:00      | Ordabasy Szymkent       | 23 527                   | 3:2         | Paweł Wszołek 18', Yuri Ribeiro 41, Wsiewołod Sadowskij 56', Tomáš Pekhart 71', Sergiej Małyj 84'                                                                |
| 126 | III runda kwalifikacyjna Ligi Konferencji Europy      | 10 sierpnia 2023, godz. 19:00     | Austria Wiedeń          | 26 519                   | 1:2         | Muharem Husković 11', Muharem Husković 56', Ernest Muçi 87' |
| 127 | Runda play-off kwalifikacyjna Ligi Konferencji Europy | 31 sierpnia 2023, godz. 21:00     | FC Midtjylland          | 27 312                   | 1:1, k: 6:5 | Tomáš Pekhart 53', Paulinho 70' |
| 128 | Faza grupowa Ligi Konferencji Europy                  | 21 września 2023, godz. 18:45     | Aston Villa             | 27 801                   | 3:2         | Paweł Wszołek 3', Jhon Durán 6', Ernest Muçi 26', Lucas Digne 38', Ernest Muçi 51'                                                                               |
| 129 | Faza grupowa Ligi Konferencji Europy                  | 9 listopada 2023, godz. 18:45     | Zrinjski Mostar         | 24 616                   | 2:0         | Rafał Augustyniak 14', Josué Pesqueira 30' (k.) |
| 130 | Faza grupowa Ligi Konferencji Europy                  | 14 grudnia 2023, godz. 18:45      | AZ Alkmaar              | 27 369                   | 2:0         | Yuri Ribeiro 34', Blaž Kramer 81' |
| 131 | Play-offy Ligi Konferencji Europy                     | 22 lutego 2024, godz. 21:00       | Molde FK                | 27 459                   | 0:3         | Fredrik Gulbrandsen 2', 67', Eirik Hestad 20' |
| 132 | II runda kwalifikacyjna Ligi Konferencji Europy       | 25 lipca 2024, godz. 20ː45        | Caernarfon Town         | bez udziału publiczności | 6ː0         | Mark Gual 22, 48', 53', Stephen McMullan (s) 44', Blaž Kramer 71', Claude Gonçalves 90+3'                                                                        |
| 133 | III runda kwalifikacyjna Ligi Konferencji Europy      | 15 sierpnia 2024, godz. 18ː00     | Brøndby IF              | 26 823                   | 1ː1         | Radovan Pankov 45+3' – Daniel Wass 38' (k.) |
| 134 | Runda play-off kwalifikacyjna Ligi Konferencji Europy | 22 sierpnia 2024, godz. 18ː00     | KF Drita Gnjilane       | 19 316                   | 2ː0         | Blaž Kramer 56', Marc Gual 83' |
| 135 | Faza ligowa Ligi Konferencji Europy                   | 3 października 2024, godz. 18ː45  | Real Betis              | 25 385                   | 1ː0         | Steve Kapuadi 23' |
| 136 | Faza ligowa Ligi Konferencji Europy                   | 7 listopada 2024, godz. 18ː45     | Dynama Mińsk            | 22 723                   | 4ː0         | Luquinhas 10', 55', Marc Gual 51' (k.), 59' |
| 137 | Faza ligowa Ligi Konferencji Europy                   | 12 grudnia 2024, godz. 18ː45      | FC Lugano               | 21 767                   | 1ː2         | Ryōya Morishita 11' – Mattia Bottani 40', Albian Hajdari 74' |
| 138 | 1/8 finału Ligi Konferencji Europy                    | 13 marca 2025, godz. 21ː00        | Molde FK                | 26 153                   | 2ː0         | Ryōya Morishita 34', Marc Gual 108' |
| 139 | 1/4 finału Ligi Konferencji Europy                    | 10 kwietnia 2025, godz. 18ː45     | Chelsea                 | 29 055                   | 0ː3         | Tyrique George 49', Noni Madueke 57', 74' |

PZP – Puchar Zdobywców Pucharów, PMT – Puchar Miast Targowych, Puchar Europy – Puchar Europy Mistrzów Klubowych, Puchar UEFA – Puchar UEFA, LM – Liga Mistrzów UEFA, Liga Europy – Liga Europy UEFA, Liga Konferencji Europy – Liga Konferencji Europy UEFA

(s) – gol samobójczy; (k) – gol z rzutu karnego; dot. – mecz dodatkowy rozgrywany przed wprowadzeniem dogrywek;

Źródło: rssf.com 90minut.pl

##### Statystyki
| Statystyki - Pierwsza bramka: Edmund Kowal (19.09.1956) Legia – Slovan Bratysława - Pierwsza bramka przeciwnika: Metin Oktay (18.11.1964) Legia – Galatasaray SK - Pierwsze zwycięstwo: (19.09.1956) Legia – Slovan Bratysława 2:0 - Pierwszy remis: (12.10.1966) Legia – Chemie Lipsk 2:2 - Pierwsza porażka: (3.03.1965) Legia – TSV 1860 0:4 | - Najwyższe zwycięstwo: (27.09.1972) Legia – Víkingur Reykjavik 9:0 - Najwyższa porażka: (5.10.1988) Legia – Borussia Dortmund 0:6 - Mecz w którym padło najwięcej bramek: (5.10.1988) Legia – Bayern Monachium 3:7 - Seria nieprzegranych spotkań: 14 meczów (Mecze 40-53 w europejskich pucharach) | Bilans - Zwycięstwa: 74 - Remisy: 30 - Porażki: 35 - Bramki zdobyte: 232 - Bramki stracone: 136 |

Najwięcej goli dla Legii w meczach o europejskie puchary strzelili na stadionie Miroslav Radović (13), Jan Pieszko (10), Kazimierz Deyna, Michał Kucharczyk i Marc Gual (7).

#### Reprezentacja Polski
Reprezentacja Polski rozegrała na stadionie 74 oficjalne mecze i jest to obiekt, na którym rozegrano tych spotkań najwięcej. Najczęstszym przeciwnikiem polskiej kadry jest reprezentacja Węgier (6 meczów). Najwięcej goli dla reprezentacji zdobył Ernest Wilimowski (11).
| Nr | Rodzaj rozgrywek   | Data spotkania       | Rywal reprezentacji Polski | Frekwencja               | Wynik meczu | Strzelcy bramek |
| -- | ------------------ | -------------------- | -------------------------- | ------------------------ | ----------- | --- |
| 1  | Mecz towarzyski    | 26 października 1930 | Łotwa                      | 10 000                   | 6:0         | Józef Nawrot 11', 28', 71', 89', Leonard Malik 33', Mieczysław Balcer 87'                                                                                |
| 2  | Mecz towarzyski    | 14 czerwca 1931      | Czechosłowacja             | 13 000                   | 0:4         | František Pelcner 1', 53', Václav Bára 62', Oldřich Nejedlý 66'                                                                                          |
| 3  | Mecz towarzyski    | 23 sierpnia 1931     | Rumunia                    | 10 000                   | 2:3         | Józef Nawrot 80', Witold Wypijewski 87' – Grațian Sepi 5', 78', Elemer Kocsis 29'                                                                        |
| 4  | Mecz towarzyski    | 10 lipca 1932        | Szwecja                    | 13 000                   | 2:0         | Józef Nawrot 12', Gustaw Bator 84' |
| 5  | Mecz towarzyski    | 2 października 1932  | Łotwa                      | 8 000                    | 2:1         | Karol Kossok 52', Leon Radojewski 89' – Arnolds Tauriņš 19'                                                                                              |
| 6  | Mecz towarzyski    | 4 czerwca 1933       | Belgia                     | 16 000                   | 0:1         | Jean Brichaut 39' |
| 7  | Mecz towarzyski    | 10 września 1933     | Jugosławia                 | 8 000                    | 4:3         | Józef Nawrot 10', 46', Edmund Majowski 76', Władysław Król 88' – Đorđe Vujadinović 29', 14', Aleksandar Tirnanić 89'                                     |
| 8  | Eliminacje MŚ 1934 | 13 października 1933 | Czechosłowacja             | 15 000                   | 1:2         | Henryk Martyna 52' – Josef Silný 33', František Pelcner 77'                                                                                              |
| 9  | Mecz towarzyski    | 9 września 1934      | Niemcy                     | 33 000                   | 2:5         | Ernest Wilimowski 28', Karol Pazurek 55' – Ernst Lehner 15', 80'(k), Karl Hohmann 77', Otto Siffling 78', Fritz Szepan 83'                               |
| 10 | Mecz towarzyski    | 6 czerwca 1935       | Austria                    | 25 000                   | 1:0         | Michał Matyas 34' |
| 11 | Mecz towarzyski    | 13 września 1936     | Niemcy                     | 40 000                   | 1:1         | Gerard Wodarz 75' – Karl Hohmann 20' |
| 12 | Mecz towarzyski    | 23 czerwca 1937      | Szwecja                    | 18 000                   | 3:1         | Gerard Wodarz 12', Leonard Piontek 24', Ernest Wilimowski 62' – Gustav Wetterström 76'                                                                   |
| 13 | Mecz towarzyski    | 12 września 1937     | Dania                      | 20 000                   | 3:1         | Ernest Wilimowski 11', Władysław Król 27', Ryszard Piec 56' – Jørgen Iversen 12'                                                                         |
| 14 | Eliminacje MŚ 1938 | 10 października 1937 | Jugosławia                 | 20 000                   | 4:0         | Leonard Piontek 2', 20', Jerzy Wostal 57', Ernest Wilimowski 74'                                                                                         |
| 15 | Mecz towarzyski    | 22 maja 1938         | Irlandia                   | 25 000                   | 6:0         | Jan Wasiewicz 12', Gerard Wodarz 21', 78', Leonard Piontek 43', 52', Ernest Wilimowski 58'                                                               |
| 16 | Mecz towarzyski    | 25 września 1938     | Jugosławia                 | 20 000                   | 4:4         | Józef Korbas 28', Ernest Wilimowski 36', 84', Leonard Piontek 58' – Josef Velker 44', 62', Mirko Kokotović 51' k., Franjo Wölfl 70'                      |
| 17 | Mecz towarzyski    | 23 października 1938 | Norwegia                   | 15 000                   | 2:2         | Ryszard Piec 73', Ernest Wilimowski 80' – Hans Nordahl 6', Alf Martinsen 41'                                                                             |
| 18 | Mecz towarzyski    | 4 czerwca 1939       | Szwajcaria                 | 20 000                   | 1:1         | Leonard Piontek 29' – Lauro Amadò 76' |
| 19 | Mecz towarzyski    | 27 sierpnia 1939     | Węgry                      | 21 000                   | 4:2         | Ernest Wilimowski 33', 64', 75'(k), Leonard Piontek 73' – Gyula Zsengellér 14', Sándor Ádám 33'                                                          |
| 20 | Mecz towarzyski    | 19 lipca 1947        | Rumunia                    | 30 000                   | 1:2         | Gerard Cieślik 53' – Francisc Spielmann 3', 61' |
| 21 | Mecz towarzyski    | 18 kwietnia 1948     | Czechosłowacja             | 40 000                   | 3:1         | Gerard Cieślik 7', Mieczysław Gracz 15', Henryk Spodzieja 83' – Václav Kokštejn 58'                                                                      |
| 22 | Mecz towarzyski    | 25 sierpnia 1948     | Jugosławia                 | 38 000                   | 0:1         | Rajko Mitić 24' |
| 23 | Mecz towarzyski    | 19 września 1948     | Węgry                      | 40 000                   | 2:6         | Józef Kohut 37', Gerard Cieślik 68' – József Bozsik 20', Nándor Hidegkuti 25', Ferenc Szusza 29', Ferenc Deák 63', Mátyás Tóth 72', Nándor Hidegkuti 81' |
| 24 | Mecz towarzyski    | 17 października 1948 | Finlandia                  | 30 000                   | 1:0         | Gerard Cieślik 64' |
| 25 | Mecz towarzyski    | 19 czerwca 1949      | Dania                      | 40 000                   | 1:2         | Alfred Kokot 44' – Frank Reckendorff 54', Knud Lundberg 58'                                                                                              |
| 26 | Mecz towarzyski    | 2 października 1949  | Bułgaria                   |                          | 3:2         | Gerard Cieślik 25', 34', Henryk Alszer 38' – Vasił Spasow 18', Stefan Bożkow 64'                                                                         |
| 27 | Mecz towarzyski    | 6 listopada 1949     | Albania                    | 35 000                   | 2:1         | Gerard Cieślik 16', Józef Kohut 88' – Zihni Gjinali 55'(k)                                                                                               |
| 28 | Mecz towarzyski    | 4 czerwca 1950       | Węgry                      | 50 000                   | 2:5         | Zdzisław Mordarski 24', Gerard Cieślik 80' – Ferenc Puskás 10'(k), Gyula Szilágyi 38', 48', 62', Ferenc Puskás 63'                                       |
| 29 | Mecz towarzyski    | 22 października 1950 | Czechosłowacja             | 55 000                   | 1:4         | Mieczysław Gracz 35' – Vlastimil Preis 13', Jaroslav Cejp 17', Vlastimil Preis 32', 44'                                                                  |
| 30 | Mecz towarzyski    | 18 maja 1952         | Bułgaria                   | 45 000                   | 0:1         | Dimitar Milanov 45' |
| 31 | Mecz towarzyski    | 15 czerwca 1952      | Węgry                      | 50 000                   | 1:5         | Henryk Alszer 56' – Sándor Kocsis 7', Ferenc Puskás 25', Nándor Hidegkuti 27', Ferenc Puskás 32', Sándor Kocsis 42'                                      |
| 32 | Mecz towarzyski    | 21 września 1952     | NRD                        | 35 000                   | 3:0         | Kazimierz Trampisz 70', Teodor Anioła 80', 84' |
| 33 | Mecz towarzyski    | 8 sierpnia 1954      | Bułgaria                   | 30 000                   | 2:2         | Kazimierz Trampisz 57', 71' – Krum Janew 3', Dimitar Milanov 32'                                                                                         |
| 34 | Mecz towarzyski    | 8 października 1961  | RFN                        | 25 000                   | 0:2         | Albert Brülls 19', Helmut Haller 65' |
| 35 | Mecz towarzyski    | 11 października 1962 | Maroko                     | 17 000                   | 1:1         | Erwin Wilczek 61' – Mohamed Ben Abdelkader 75' |
| 36 | Mecz towarzyski    | 1 maja 1968          | Holandia                   | 30 000                   | 0:0         | |
| 37 | Mecz towarzyski    | 4 września 1974      | NRD                        |                          | 1:3         | Grzegorz Lato 3' – Lothar Kurbjuweit 36', Eberhard Vogel 39', Hans-Jürgen Dörner 51'                                                                     |
| 38 | Mecz towarzyski    | 31 października 1974 | Kanada                     |                          | 2:0         | Jerzy Kasalik 6', Roman Jakóbczak 9' |
| 39 | Mecz towarzyski    | 17 kwietnia 1984     | Belgia                     | 20 000                   | 0:1         | Alex Czerniatynski 89' |
| 40 | Mecz towarzyski    | 12 listopada 1986    | Irlandia                   | 8 000                    | 1:0         | Marek Koniarek 43' |
| 41 | Eliminacje ME 1988 | 23 września 1987     | Węgry                      | 12 000                   | 3:2         | Dariusz Dziekanowski 6', Ryszard Tarasiewicz 58', Marek Leśniak 62' – György Bognár 10', Ferenc Mészáros 64'                                             |
| 42 | Mecz towarzyski    | 12 kwietnia 1989     | Rumunia                    | 18 000                   | 2:1         | Jan Urban 40', Ryszard Tarasiewicz 59' – Ioan Sabău 57'                                                                                                  |
| 43 | Mecz towarzyski    | 5 września 1989      | Grecja                     | 20 000                   | 3:0         | Robert Warzycha 2', Dariusz Dziekanowski 28', Jacek Ziober 43'                                                                                           |
| 44 | Mecz towarzyski    | 10 października 1990 | Stany Zjednoczone          | 5 000                    | 2:3         | Roman Kosecki 48', Jacek Ziober 61' – Bruce Murray 15', Peter Vermes 24', 43'                                                                            |
| 45 | Mecz towarzyski    | 13 marca 1991        | Finlandia                  | 4 000                    | 1:1         | Andrzej Lesiak 12' – Mika-Matti Paatelainen 20' |
| 46 | Eliminacje ME 1992 | 17 kwietnia 1991     | Turcja                     | 1 500                    | 3:0         | Ryszard Tarasiewicz 72', 80', Roman Kosecki 87' |
| 47 | Mecz towarzyski    | 6 września 1997      | Węgry                      | 8 000                    | 1:0         | Krzysztof Ratajczyk 59' |
| 48 | Mecz towarzyski    | 25 marca 1998        | Słowenia                   | 6 000                    | 2:0         | Wojciech Kowalczyk 37', Tomasz Iwan 55' |
| 49 | Eliminacje ME 2000 | 10 października 1998 | Luksemburg                 | 8 000                    | 3:0         | Jerzy Brzęczek 18', Andrzej Juskowiak 33', Mirosław Trzeciak 65'                                                                                         |
| 50 | Mecz towarzyski    | 3 marca 1999         | Armenia                    | 5 000                    | 1:0         | Mirosław Trzeciak 4' |
| 51 | Mecz towarzyski    | 28 kwietnia 1999     | Czechy                     | 3 000                    | 2:1         | Mirosław Trzeciak 16', Artur Wichniarek 49' – Vratislav Lokvenc 79'                                                                                      |
| 52 | Eliminacje ME 2000 | 4 czerwca 1999       | Bułgaria                   | 8 000                    | 2:0         | Tomasz Hajto 15', Tomasz Iwan 62' |
| 53 | Mecz towarzyski    | 18 sierpnia 1999     | Hiszpania                  | 10 000                   | 1:2         | Tomasz Hajto 7' – Fernando Morientes 54', Munitis 66' |
| 54 | Eliminacje ME 2000 | 8 września 1999      | Anglia                     | 14 000                   | 0:0         | |
| 55 | Eliminacje MŚ 2002 | 11 października 2000 | Walia                      | 10 000                   | 0:0         | |
| 56 | Mecz towarzyski    | 15 listopada 2000    | Islandia                   | 5 000                    | 1:0         | Tomasz Frankowski |
| 57 | Eliminacje MŚ 2002 | 28 marca 2001        | Armenia                    | 12 000                   | 4:0         | Michał Żewłakow 15' k., Emmanuel Olisadebe 42', Marcin Żewłakow 81', Bartosz Karwan 88'                                                                  |
| 58 | Mecz towarzyski    | 18 maja 2002         | Estonia                    | 8 500                    | 1:0         | Maciej Żurawski 56' |
| 59 | Eliminacje ME 2004 | 12 października 2002 | Łotwa                      | 12 000                   | 0:1         | Juris Laizāns 30' |
| 60 | Mecz towarzyski    | 12 listopada 2003    | Włochy                     | 7 000                    | 3:1         | Jacek Bąk 6', Tomasz Kłos 18', Jacek Krzynówek 84' – Antonio Cassano 19'                                                                                 |
| 61 | Eliminacje MŚ 2006 | 26 marca 2005        | Azerbejdżan                | 9 000                    | 8:0         | Tomasz Frankowski 12', 63', 66', Aftandil Hacıyev 16' sam., Kamil Kosowski 40', Jacek Krzynówek 72', Marek Saganowski 84', 90'                           |
| 62 | Eliminacje MŚ 2006 | 30 marca 2005        | Irlandia Północna          | 13 500                   | 1:0         | Maciej Żurawski 87' |
| 63 | Eliminacje MŚ 2006 | 7 września 2005      | Walia                      | 14 000                   | 1:0         | Maciej Żurawski 54'(k) |
| 64 | Mecz towarzyski    | 7 października 2005  | Islandia                   | 7 500                    | 3:2         | Jacek Krzynówek 25', Marcin Baszczyński 57', Euzebiusz Smolarek 64' – Kristján Örn Sigurðsson 15', Hannes Sigurðsson 38'                                 |
| 65 | Eliminacje ME 2008 | 6 września 2006      | Serbia                     | 5 000                    | 1:1         | Radosław Matusiak 30' – Danko Lazović 71' |
| 66 | Eliminacje ME 2008 | 24 marca 2007        | Azerbejdżan                | 12 000                   | 5:0         | Jacek Bąk 3', Dariusz Dudka 6', Wojciech Łobodziński 34', Jacek Krzynówek 58', Przemysław Kaźmierczak 84'                                                |
| 67 | Eliminacje ME 2008 | 13 października 2007 | Kazachstan                 | 13 000                   | 3:1         | Euzebiusz Smolarek 56', 64', 65' – Dmitrij Biakow 20' |
| 68 | Mecz towarzyski    | 14 listopada 2009    | Rumunia                    | 5 000                    | 0:1         | Daniel Niculae 59' |
| 69 | Mecz towarzyski    | 5 czerwca 2011       | Argentyna                  | 10 000                   | 2:1         | Adrian Mierzejewski 25', Paweł Brożek 67' – Marco Ruben 46'                                                                                              |
| 70 | Mecz towarzyski    | 9 czerwca 2011       | Francja                    | 25 000                   | 0:1         | Tomasz Jodłowiec 12' sam. |
| 71 | Mecz towarzyski    | 2 września 2011      | Meksyk                     | 18 000                   | 1:1         | Paweł Brożek 27' – Javier Hernández 35' |
| 72 | Mecz towarzyski    | 2 czerwca 2012       | Andora                     | 31 000                   | 4:0         | Ludovic Obraniak 13', Robert Lewandowski 37', Jakub Błaszczykowski 39'(k), Marcin Wasilewski 77'(k)                                                      |
| 73 | Eliminacje MŚ 2022 | 28 marca 2021        | Andora                     | bez udziału publiczności | 3:0         | Robert Lewandowski 30', 55', Karol Świderski 88' |
| 74 | Mecz towarzyski    | 16 listopada 2022    | Chile                      | 27 968                   | 1:0         | Krzysztof Piątek 85' |

##### Strzelcy największej liczby goli dla reprezentacji na stadionie
| Lp. | Piłkarz             | Liczba goli |
| --- | ------------------- | ----------- |
| 1.  | Ernest Wilimowski   | 11          |
| 2.  | Gerard Cieślik      | 8           |
| 2.  | Józef Nawrot        | 8           |
| 2.  | Leonard Piontek     | 8           |
| 3.  | Jacek Krzynówek     | 4           |
| 3.  | Euzebiusz Smolarek  | 4           |
| 3.  | Ryszard Tarasiewicz | 4           |

## Upamiętnienia
Kilkakrotnie na stadionie i w otoczeniu został upamiętniony jeden z najlepszych zawodników w historii Legii, Kazimierz Deyna. 1 września 2004 roku została wmurowana przed wejściem do budynku klubu tablica ku jego pamięci. Uroczyste odsłonięcie tablicy miało miejsce 22 stycznia 2005. Na nowo powstałym stadionie trybuna wschodnia (niegdyś w tym miejscu była słynna Żyleta) została przez kibiców w wyniku konkursu w 2010 nazwana imieniem Kazimierza Deyny. 6 czerwca 2012 przy stadionie został odsłonięty pomnik Kazimierza Deyny.
21 kwietnia 2006 roku z okazji obchodów 90-lecia klubu odsłonięto tablicę ku czci Marszałka Józefa Piłsudskiego. Tego samego dnia nastąpiło także oficjalne otwarcie Muzeum Legii znajdującego się wewnątrz trybuny Krytej.
1 października 2006 roku oficjalnie zostało zarezerwowane miejsce na loży VIP, na którym zasiadał przez wiele lat Kazimierz Górski, który zmarł 23 maja 2006 roku. Od tego dnia na miejscu 1/16, z którego kibicował warszawskiej drużynie Trener Tysiąclecia, nie zasiadali zaproszeni goście do klubu. Po wyburzeniu trybuny krytej, krzesełko zostało przeniesione do Muzeum Klubowego, znajdującego się na nowym stadionie.
24 kwietnia 2008, w ramach akcji „Katyń... pamiętamy” / „Katyń... Ocalić od zapomnienia”, przy stadionie zostały zasadzone trzy Dęby Pamięci, które uhonorowały ofiary zbrodni katyńskiej, związane za życia z Legią Warszawa. Upamiętnieni w ten sposób zostali Feliks Asłanowicz, kpt. Józef Baran-Bilewski, mjr Kazimierz Dobrostański.
W grudniu 2018 na elewacji stadionu odsłonięto trzy tablice upamiętniające: cały kompleks sportowy przy ul. Łazienkowskiej, Stanisława Mielecha oraz klub Legię Warszawa.

## Pozostałe wydarzenia
Na stadionie oprócz wydarzeń sportowych odbywają się też imprezy kulturalne, muzyczne oraz zgromadzenia religijne.